# La Roche-Maurice
Pour les articles homonymes, voir La Roche.
La Roche-Maurice [laʁɔʃmɔʁis] est une commune du département du Finistère, dans la région Bretagne, en France.

## Géographie

### Situation
| Plouédern  | Lanneuffret      | Saint-Servais |
| Plouédern  | La Roche-Maurice | La Martyre    |
| Landerneau | La Martyre       | La Martyre    |

Le bourg de La Roche-Maurice est située dans la partie aval de la vallée du fleuve côtier Élorn, entre Landivisiau (en amont, vers l'est) et Landerneau (en aval, vers l'ouest).

### Le relief et la végétation

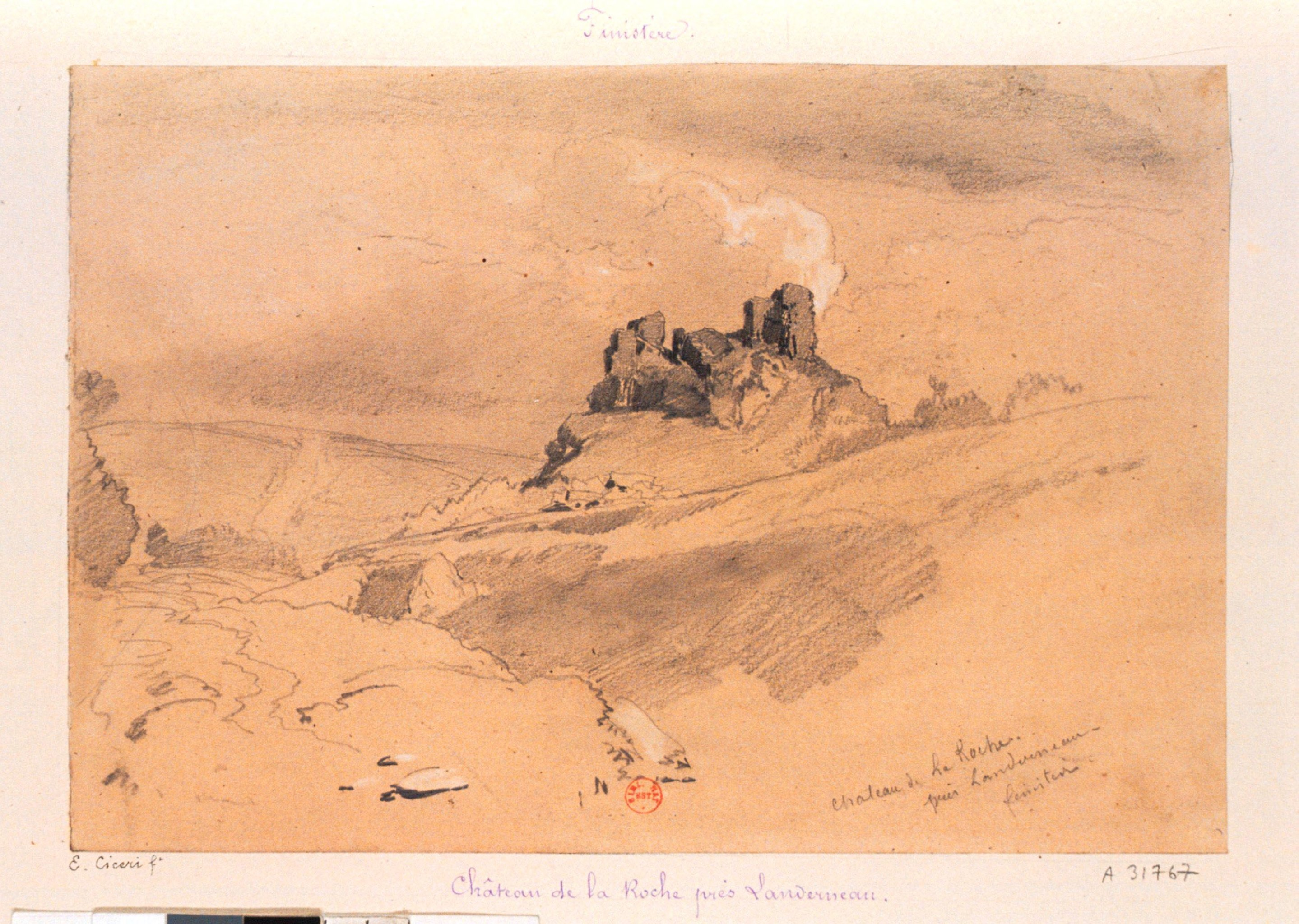
La Roche-Maurice : un burg romantique.

La Roche-Maurice est située dans le Léon, à cheval sur la vallée de l'Élorn, qui traverse la commune sur 7 km, en aval de Landivisiau et en amont de Landerneau, ville très proche située à 4 km plus à l'ouest ; le finage communal s'étend aussi sur les deux plateaux, celui du Léon au nord (rive droite de l'Élorn), qui culmine 89 mètres à Créach-Miloch, et celui de La Martyre-Ploudiry au sud qui s'élève progressivement en direction des Monts d'Arrée et culmine à 180 mètres. Le bourg est à 42 mètres d'altitude, mais celle-ci descend jusqu'à 5 mètres seulement en aval, aux portes de Landerneau dans la vallée de l'Élorn. Le territoire communal est donc très accidenté et caractérisé aussi par la butte en situation d'oppidum qui sert de site au château de La Roche-Maurice. Le territoire de la commune est fortement drainé par les nombreux affluents de l'Élorn : le Morbic, le Friantis, le Douric-Cam, le Saint-Jean et le Justiçou.
Bois et landes sont étendus en raison du relief : les bois, situés essentiellement sur les versants des vallées et autour des « châteaux » de Kernévez, Kéraoul, Le Pontois, Kerlys, et Pont-Christ, se composent de bois taillis coupés tous les 10 à 12 ans, et de quelques rares futaies : le bois du Pontois couvrant presque 10 ha.
Le Chevalier de Fréminville, dans son Guide du voyageur dans le département du Finistère, écrit vers 1800, décrit ainsi le site de La Roche-Maurice :

« À une petite lieue nord-est de Landerneau, un roc escarpé au pied duquel passe la grande route de Paris, sont les ruines romantiques du château de La Roche-Maurice, (en breton Roc'h Morvan ), la plus ancienne forteresse qui existe dans le Finistère, Morvan, seigneur du FAOU, vassal du  comte de Cornouaille mort en 819 en fut le fondateur et lui a laissé son nom. Sa position inaccessible, sa grandeur, l'épaisseur de ses murailles, l'élévation de ses tours, la rendirent une place importante. »

### Transports
La Roche-Maurice est traversée par l'ancienne nationale 12 (désormais déclassée en D 712 depuis la construction de la voie express qui passe plus au nord, au-delà de la limite de la commune) et par ligne ferroviaire allant de Paris-Montparnasse à Brest dont les tracés longent l'Élorn, rive droite pour l'ancienne RN 12, rive gauche par la voie ferrée. La Roche-Maurice est desservie par une gare.

### Hydrographie
Pour un article plus général, voir Réseau hydrographique du Finistère.
La commune est située dans le bassin Loire-Bretagne. Elle est drainée par l'Élorn, le Morbic et divers autres petits cours d'eau,.
L'Élorn, d'une longueur de 56 km, prend sa source dans la commune de Sizun et se jette  dans la rade de Brest entre les communes de Plougastel-Daoulas et de Le Relecq-Kerhuon, après avoir traversé 14 communes.  Les caractéristiques hydrologiques de l'Elorn sont données par la station hydrologique située sur la commune de Plouédern. Le débit moyen mensuel est de 5,76 m3/s. Le débit moyen journalier maximum est de 73,1 m3/s, atteint lors de la crue du 12 décembre 2000. Le débit instantané maximal est quant à lui de 114 m3/s, atteint le 7 février 2014.

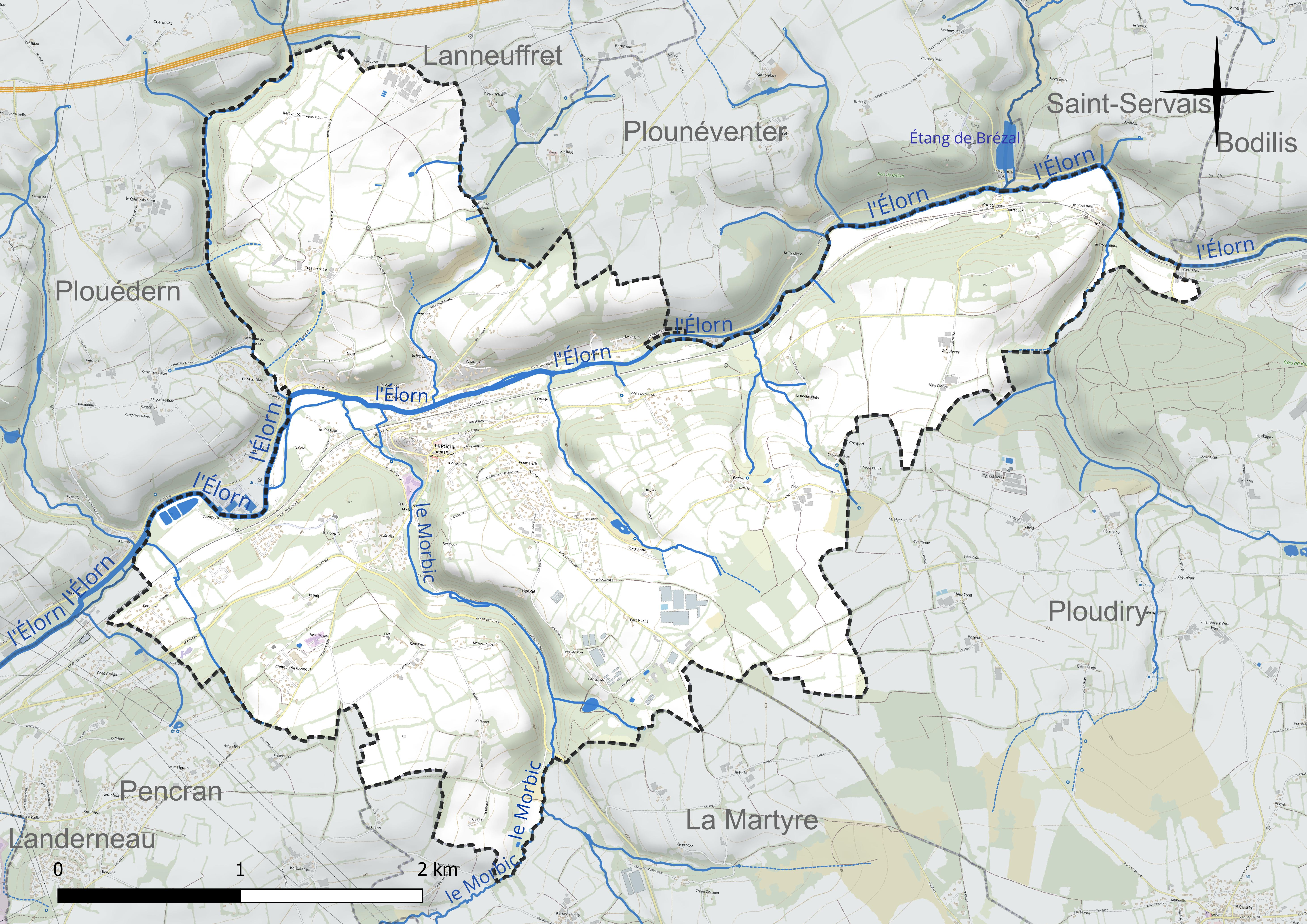
Réseau hydrographique de la Roche-Maurice.

### Climat
Pour des articles plus généraux, voir Climat de la Bretagne et Climat du Finistère.
En 2010, le climat de la commune est de type climat océanique franc, selon une étude du CNRS s'appuyant sur une série de données couvrant la période 1971-2000. En 2020, Météo-France publie une typologie des climats de la France métropolitaine dans laquelle la commune est exposée à un climat océanique et est dans la région climatique  Finistère nord, caractérisée par une pluviométrie élevée, des températures douces en hiver (6 °C), fraîches en été et des vents forts. Parallèlement l'observatoire de l'environnement en Bretagne publie en 2020 un zonage climatique de la région Bretagne, s'appuyant sur des données de Météo-France de 2009. La commune est, selon ce zonage, dans la zone « Monts d'Arrée », avec des hivers froids, peu de chaleurs et de fortes pluies.  
Pour la période 1971-2000, la température annuelle moyenne est de 11,5 °C, avec  une amplitude thermique annuelle de 9,9 °C. Le cumul annuel moyen de précipitations est de 1 089 mm, avec 16 jours de précipitations en janvier et 8,3 jours en juillet. Pour la période 1991-2020, la température moyenne annuelle observée sur la station météorologique la plus proche, située sur la commune de Saint-Servais à 6 km à vol d'oiseau, est de 11,6 °C et le cumul annuel moyen de précipitations est de 1 160,4 mm,. Pour l'avenir, les paramètres climatiques de la commune estimés pour 2050 selon différents scénarios d'émission de gaz à effet de serre sont consultables sur un site dédié publié par Météo-France en novembre 2022.

## Urbanisme

### Typologie
Au 1er janvier 2024, La Roche-Maurice est catégorisée bourg rural, selon la nouvelle grille communale de densité à 7 niveaux définie par l'Insee en 2022.
Elle appartient à l'unité urbaine de Landerneau, une agglomération intra-départementale dont elle est une commune de la banlieue,. Par ailleurs la commune fait partie de l'aire d'attraction de Brest, dont elle est une commune de la couronne,. Cette aire, qui regroupe 68 communes, est catégorisée dans les aires de 200 000 à moins de 700 000 habitants,.

### Occupation des sols
L'occupation des sols de la commune, telle qu'elle ressort de la base de données européenne d'occupation biophysique des sols Corine Land Cover (CLC), est marquée par l'importance des territoires agricoles (71,2 % en 2018), en diminution par rapport à 1990 (72,2 %). La répartition détaillée en 2018 est la suivante : 
zones agricoles hétérogènes (34,2 %), prairies (25,9 %), forêts (19,4 %), terres arables (11,1 %), zones urbanisées (9,4 %). L'évolution de l'occupation des sols de la commune et de ses infrastructures peut être observée sur les différentes représentations cartographiques du territoire : la carte de Cassini (XVIIIe siècle), la carte d'état-major (1820-1866) et les cartes ou photos aériennes de l'IGN pour la période actuelle (1950 à aujourd'hui).

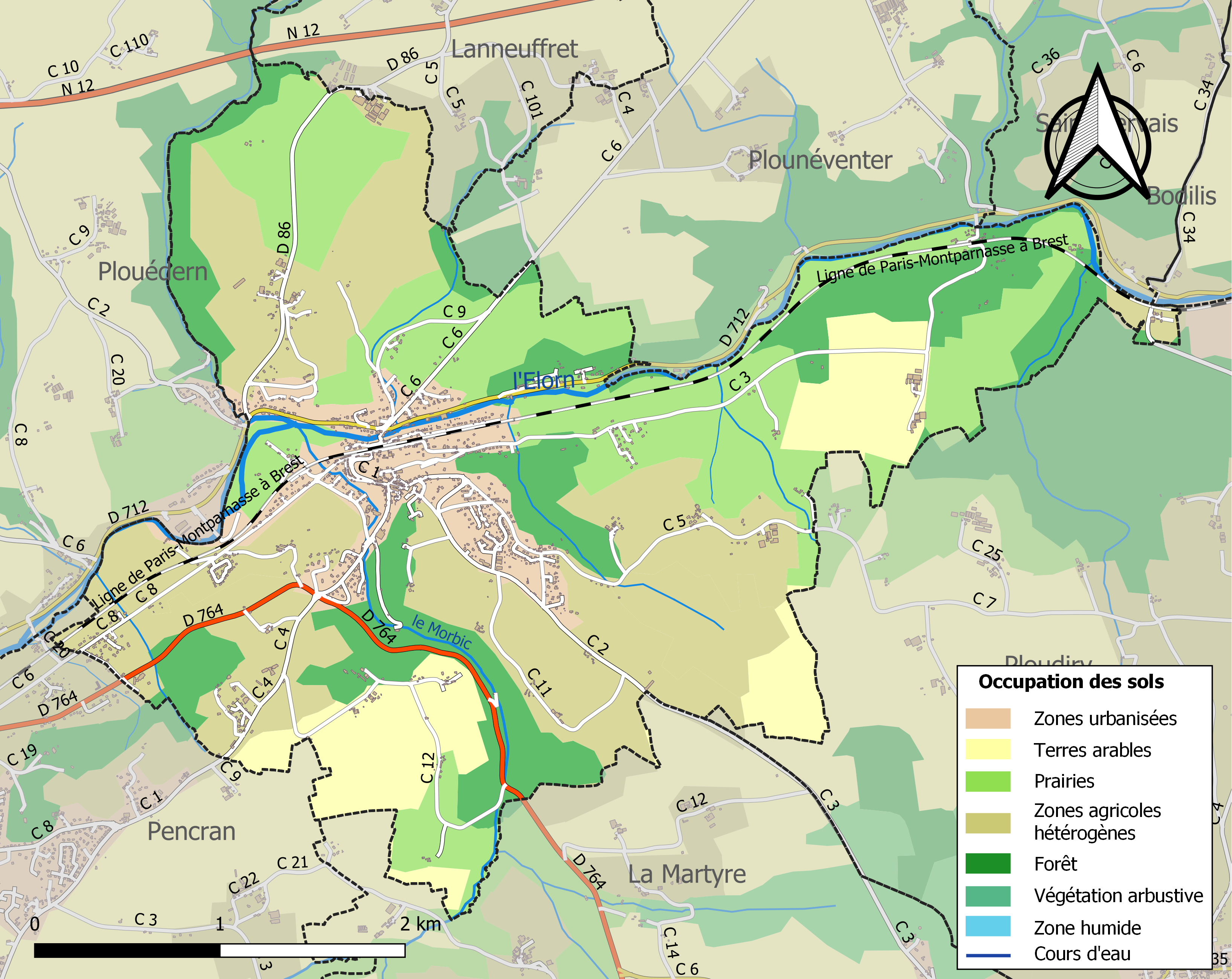
Carte des infrastructures et de l'occupation des sols de la commune en 2018 (CLC).

## Histoire

### Préhistoire et Antiquité

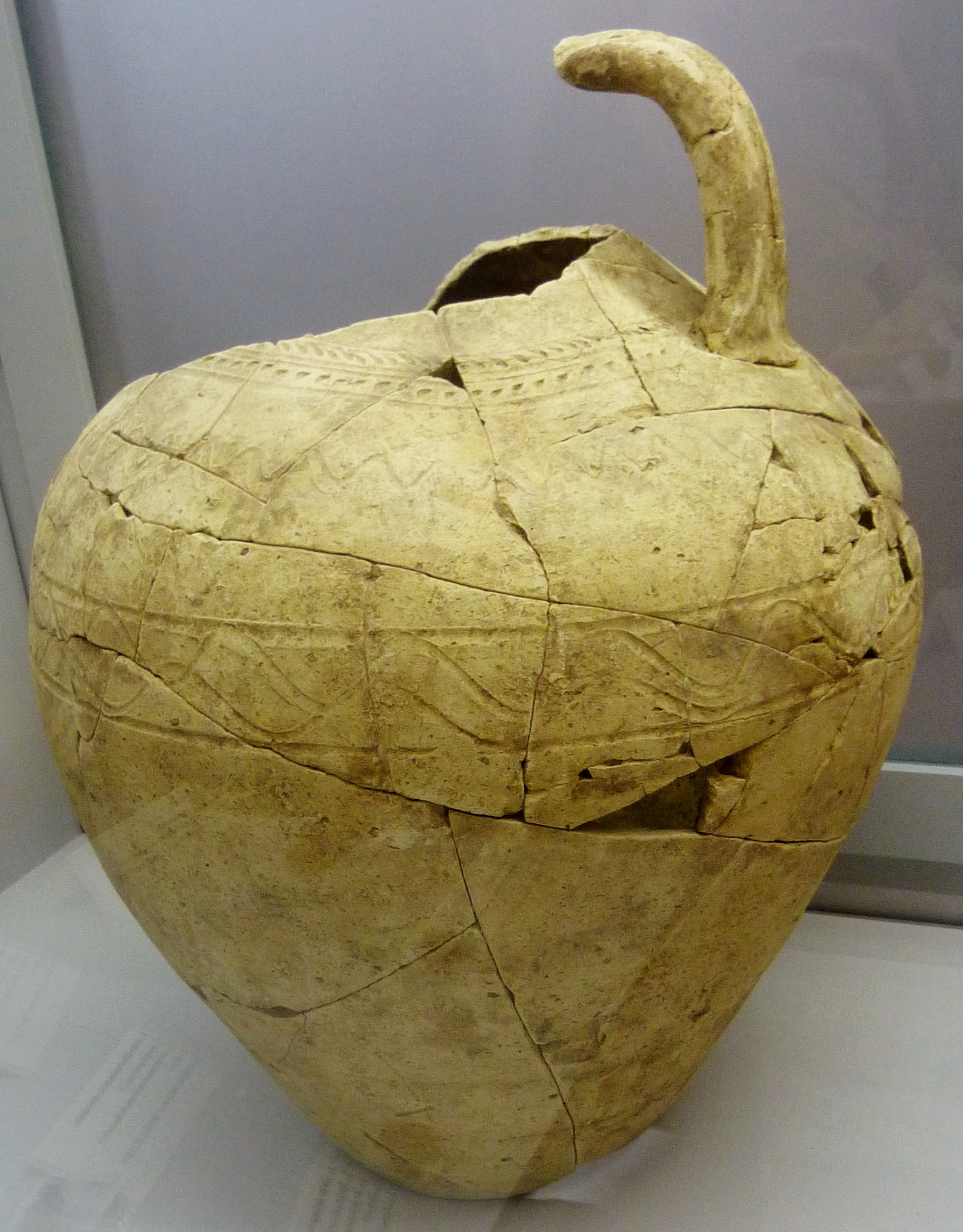
Amphore en terre cuite provenant du site de Valy-Cloistre en La Roche-Maurice (IIIe siècle ou IVe siècle après J.-C.).

Un embranchement de la voie romaine allant du Faou à Tréflez en passant par Landerneau et Kérilien passait par La Roche-Maurice. Des vestiges romains ont été découverts en 1970 à Valy-Cloître, près de Pont-Christ, en particulier une villa gallo-romaine.
L'existence d'un gué sur l'Élorn (peut-être celui de Rodoed Carn mentionné dans le cartulaire de Landévennec), situé au pied de l'oppidum, a facilité l'essor de La Roche-Maurice, la voie romaine allant de Morlaix à Landerneau l'empruntant.

### Étymologie et origine

#### Étymologie et origine du nom
La Roche-Maurice, Roc'h Morvan en breton, tient son nom de Morvan, vicomte du Faou, auquel on doit la construction d'une forteresse sur un promontoire ou roc'h. Ce n'est qu'en 1341 qu'apparaît le nom de La Roche-Maurice ; il est postérieur à celui de Roc'h Morvan (Rupe Morvan en 1263, Rocha Morvani en 1281, Rocha Morvam en 1363, La Roche Morice en 1359).

#### Origines de la paroisse, puis de la commune
La Roche-Maurice est issue d'un démembrement de l'ancienne paroisse de Ploudiry et dépendait de l'évêché de Léon. Sous l'Ancien Régime, La Roche-Maurice était une trève de la paroisse de Ploudiry et le statut de paroisse lui est accordé lors du concordat de 1801.
La commune de la Roche-Maurice est formée de l'ancienne trève de ce nom augmentée de la trève de Pont-Christ, dont la chapelle est fondée en 1533 par le seigneur de Brézal, et d'une portion de la paroisse de Plounéventer. « La chapelle de Pont-Christ ... était, avant la Révolution, le chef-lieu d'une paroisse érigée en commune en 1790, supprimée en l'an VIII et réunie à La Roche-Maurice ».
Par décret en date du 11 juin 1979 le nom de la commune de La Roche (Finistère) est modifié pour prendre le nouveau nom de La Roche-Maurice.

### Le château de la Roche-Maurice
Selon la légende, le château, fort ancien, aurait appartenu au Ve siècle à un seigneur nommé Élorn (éponyme du fleuve côtier), puis se serait appelé Hainebon (An Henbont, « le vieux Pont » en breton), selon les chroniques de Froissart. D'après une datation au carbone 14, on sait que le premier château a été édifié entre 978 et 1027. Ce fut d'abord un château-frontière, à la limite de la vicomté de Léon et le comté de Cornouaille, surplombant la vallée de l'Élorn.
L´histoire du château de la Roche-Maurice est étroitement liée à celle des comtes de Léon. Lors du démantèlement du comté de Léon en 1180, la branche cadette de la famille de Léon (fondée par le seigneur de Léon Hervé Ier, fils cadet de Guyomarch IV, vicomte de Léon) obtient les territoires de Daoulas, Landerneau et Landivisiau jusqu'à Penzé et parvient à se maintenir autour de son fief de la Roche-Maurice pendant huit générations (de Hervé Ier à Hervé VIII de Léon).

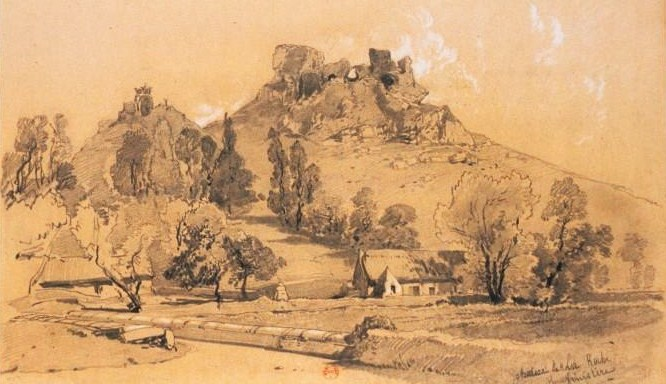
Le château de la Roche-Maurice vers 1840 (dessin d'Eugène Cicéri).

Implantée sur un rocher dominant la vallée de l'Élorn, la forteresse occupait une position centrale qui permettait à ses seigneurs de diriger l'ensemble de leurs fiefs et plus particulièrement l'importante châtellenie de Landerneau riche de trente paroisses et trèves. Les seigneurs de La Roche-Maurice disposaient des droits de haute, moyenne et basse justice ; les fourches patibulaires se dressaient face au château, sur une colline de la rive droite de l'Élorn (le nom du ruisseau dénommé Le Justiçou provient de là). La Roche-Maurice fut également, jusqu'au XVe siècle, le siège de la juridiction de Sizun - Ploudiry.
Le château, qui s'appelait alors Roc'h-Morvan (car il aurait été initialement construit, face au Léon, par un seigneur de Cornouaille dénommé Morvan), est pris par les Anglais en 1177 ; ils y placent une garnison jusqu'à ce que Geoffroy II Plantagenêt, duc de Bretagne de 1181 à 1186, restitue une partie du Léon aux fils de Guyomarch IV. Le donjon habitable avec ses salles voûtées, d'environ 13 mètres de côté, pourrait avoir été élevé par Guyomarch V de Léon, héritier en 1179 de la vicomté de Léon, et vivant jusque dans les années 1210. Il est probablement partiellement détruit vers 1240 lorsque Hervé III tente vainement de s'opposer à l'avancée du duc de Bretagne Jean Ier Le Roux, mais continue néanmoins à être aux mains de la famille de Léon jusqu'au décès d'Hervé VIII en 1363, qui meurt sans héritier direct (lors de la naissance de celui-ci en 1341, le château est dénommé « Roche-Morice »). La seigneurie de Léon échoit à sa sœur, Jeanne, épouse de Jean Ier de Rohan. La seigneurie dépend donc désormais de la maison de Rohan. Pendant 150 ans, en attendant de devenir vicomtes de Rohan, les fils ainés de Rohan s´installent jusqu'en 1517 dans le château de La Roche-Maurice sous le titre de seigneurs de Léon.

« Alors que le premier texte mentionnant le château date de 1263, les études de terrain ont montré que le site était déjà occupé et fortifié vers le XIe siècle. À cette époque il y avait vraisemblablement un donjon en bois. Sur les trois hectares du site, on trouve le donjon construit sur le rocher, protégé au nord et au nord-est par un escarpement rocheux. En contre-bas, au sud et à l´ouest, du côté de la vallée du Morbic, les fouilles ont montré la présence d´un habitat. Deux enceintes entouraient le tout, une enceinte haute autour du donjon et une enceinte basse de forme ovale qui s´étendait au sud et à l´ouest, sans doute jusqu´à la rue des Remparts. L´entrée du château était à l´est, protégée par un grand fossé. On accédait au logis seigneurial par la porterie. Elle a été découverte en 2006 à la fin de la campagne de fouilles. C´est un système de protection très complexe qui date peut-être des années 1260-1280 et qu´on ne retrouve nulle part ailleurs sauf en partie à Trémazan et à Joyeuse-Garde. On a une succession de six portes en chicanes. Les portes sont barrées à l´avant et à l´arrière. La barre extérieure est verrouillée de l´intérieur par un ingénieux système de clavettes qui l´empêche de coulisser dans le mur. Lors des fouilles, quatre paires d´éperons dorés à l´or fin ont été retrouvées dans la porterie. Juste derrière la porterie, le donjon carré protégeait le logis seigneurial situé au nord. Il était le symbole de la puissance seigneuriale. Il existe quelques donjons de ce type en Bretagne à Châteaubriant (Loire-Atlantique), Hédé (Ille-et-Vilaine), Montfort-sur-Meu (Ille-et-Vilaine). Les seigneurs de Trémazan en ont construit un semblable à la fin du XVe siècle. Dans le donjon, la cheminée dénote le XIIe siècle ou peut-être le XIIIe siècle. Elle a un foyer semi-circulaire et une hotte conique. Dans le mur large de 2,50 m, un escalier à rampe permet d'accéder aux étages. Il y avait un plancher au demi-étage et au-dessus une voûte en pierre dont les départs restent visibles. La tour pouvait avoir plusieurs étages à l´origine. Le logis seigneurial était adossé au donjon côté ouest. Il a été reconstruit au XIVe siècle avec deux niveaux. Deux grandes cheminées sont adossées, celle de la cuisine et celle de la grande salle. »

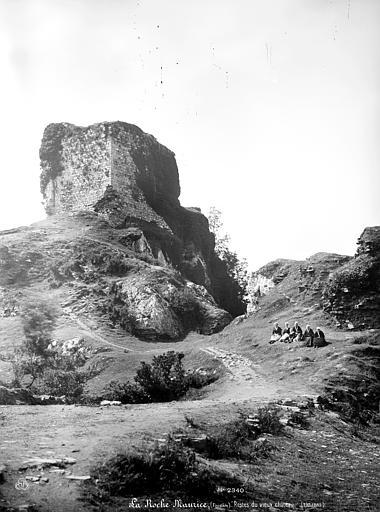
La Roche-Maurice : le donjon (photo de 1885).

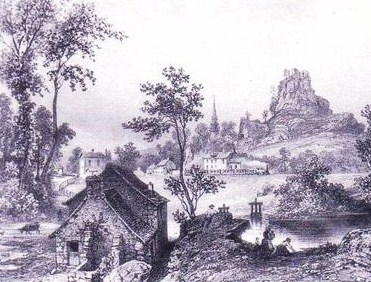
La Roche-Maurice (lithographie).

En juin 1342, pendant la guerre de Succession de Bretagne, Charles de Blois tente, en vain, de se rendre maître du château occupé par Jeanne de Flandre, épouse de Jean de Montfort (c'est l'arrivée de navires transportant 6 000 archers, commandés par Gautier de Mauny, qui mettra Charles de Blois en fuite). Le 15 janvier 1358, Raoul de Cahors s'engage à « travailler à ramener sous l'autorité du roy les châteaux de Henbont (ancien nom de La Roche-Maurice encore usité) et de Brest ».
En 1472, le duc de Bretagne François II dépossède, pour un temps, les Rohan au profit de son écuyer Louis de Rosnyvinen, mais François II de Rohan en reprend rapidement le contrôle, nommant Guillaume de Kersauson capitaine du château le 16 février 1479. Le château de La Roche-Maurice est alors « l'unique forteresse de la seigneurie de Léon en état de défense ».

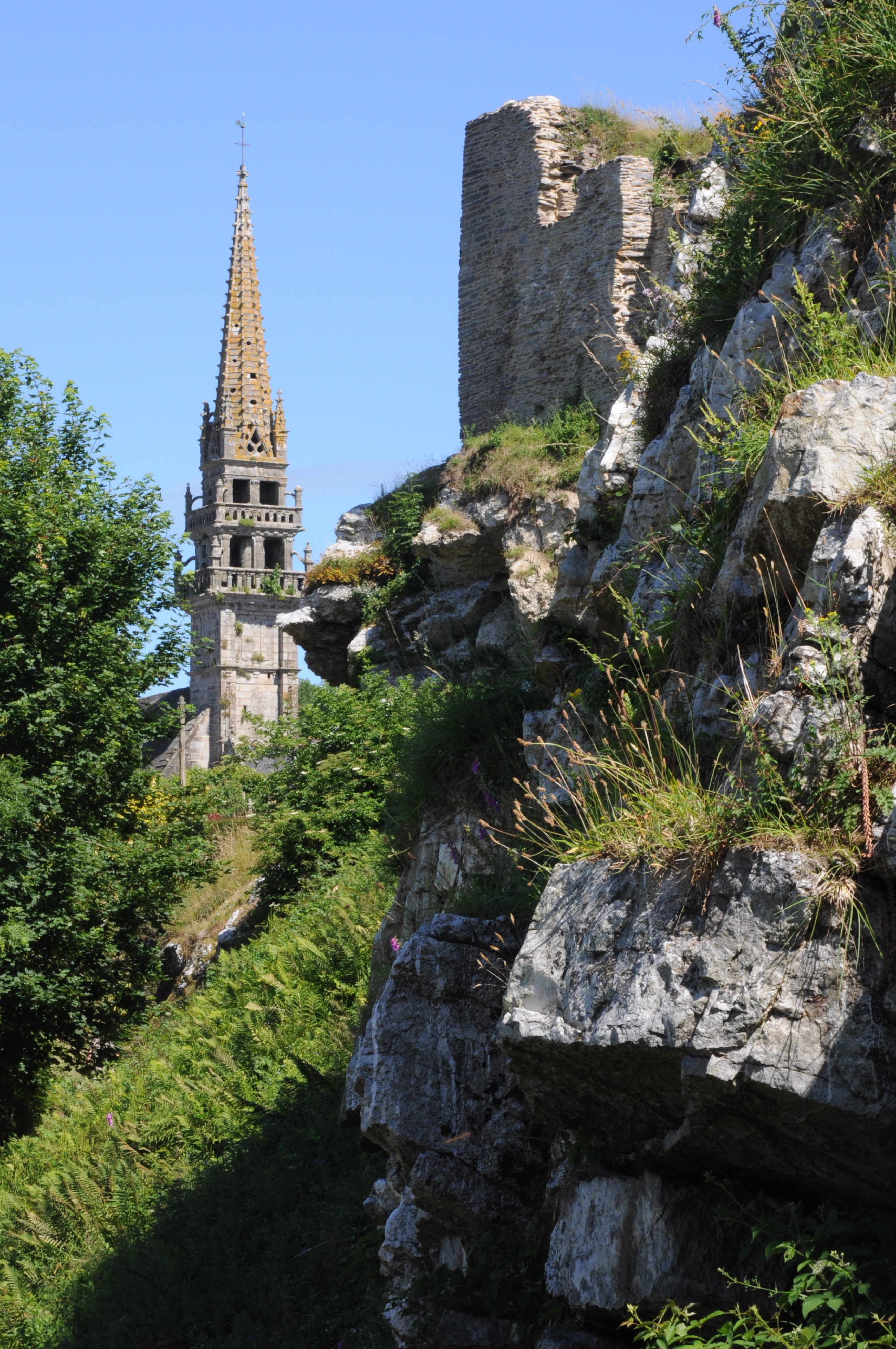
Le clocher de l'église Saint-Yves, vu depuis les ruines du château.

En 1489, à la suite de la Guerre franco-bretonne (1489-1491) menée par le vicomte Jean II de Rohan, qui prétend hériter du duché de Bretagne du fait de son ascendance et de sa femme Marie de Bretagne contre le roi de France Charles VIII, le château est démantelé. Les Rohan ne s´intéressent plus vraiment à celui-ci et se contentent d´un entretien minimum de façon à pouvoir continuer de percevoir le droit de guet qui est versé par tous les habitants. Vers 1580, lors des guerres de la Ligue, les Rohan prennent la tête du parti protestant en Bretagne. Le château est sans doute définitivement détruit à cette époque. Il ne sera jamais reconstruit.
En 1678, la forteresse fut transformée en geôle, et conserva ce rôle jusqu'en 1694. En 1695, un document remis au roi révèle le mauvais état des châteaux de La Roche-Maurice et de Joyeuse-Garde (à La Forest-Landerneau). Aux XVIIIe et XIXe siècles, le château sert de carrière, et bien des maisons du bourg et peut-être l'église actuelle furent construites avec ces pierres.

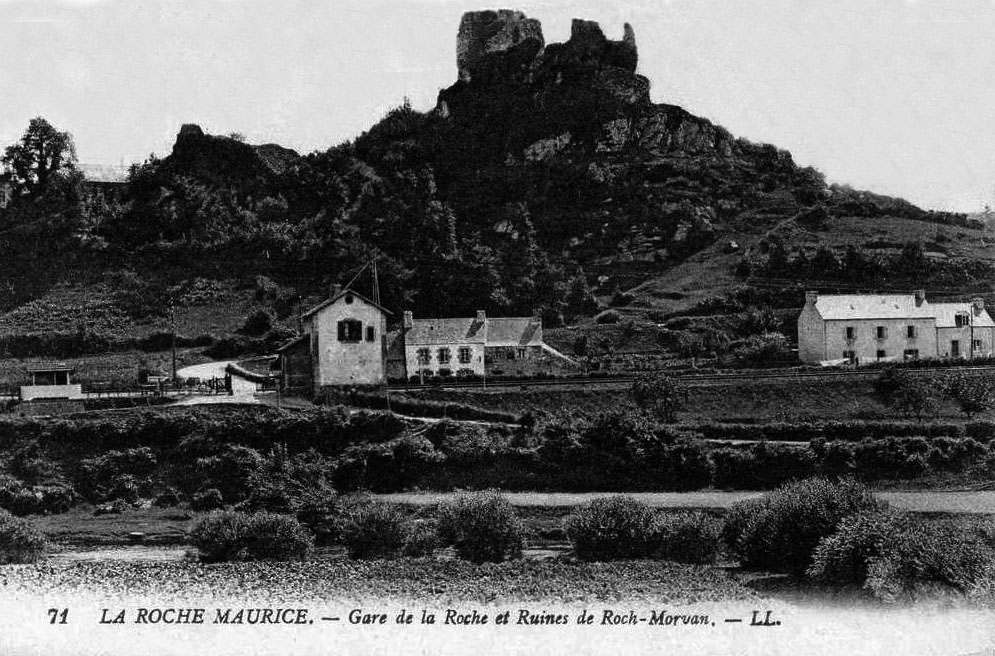
La gare et le château de La Roche-Maurice vers 1900.

Le château est resté la propriété de la famille de Rohan jusqu'à son acquisition en 1986 par le conseil général du Finistère. Un plan topographique du château a été réalisé par le service départemental d'archéologie. De 2001 à 2010, des fouilles archéologiques ont été menées sous la direction de l'archéologue Josselin Martineau, même si seul un dixième du site a été fouillé. La chapelle est dédiée à saint Yves.

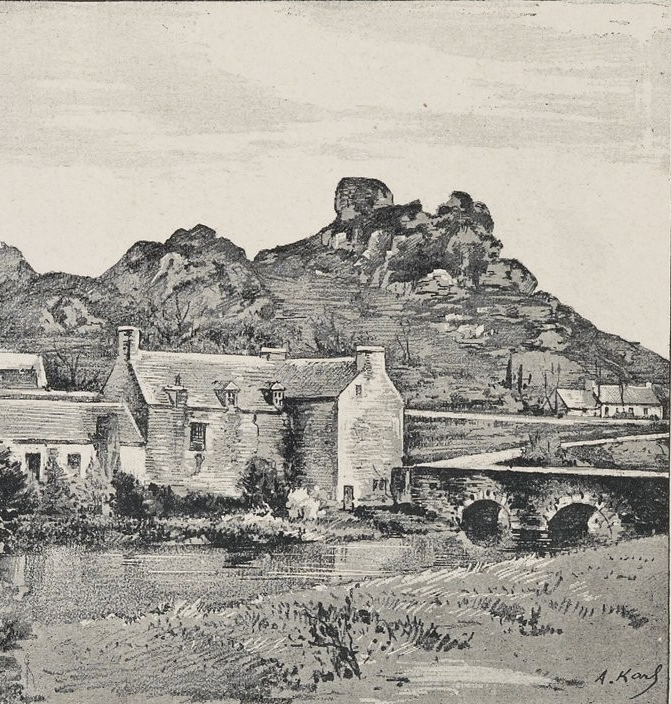
Le château de La Roche-Maurice (dessin de A. Karl publié en 1893-1894).

Gustave Flaubert a visité le château de La Roche-Maurice, qu'il décrit ainsi :

« Le château de La Roche-Maurice était un vrai morceau de burgrave, un nid de vautour au sommet d'un mont. On y monte par un pente presque à pic, le long de laquelle, de place en place, des blocs de maçonnerie éboulés servent de marches. tout en haut, par un pan de mur fait de quartiers plats posés l'un sur l'autre, et où se tiennent encore de larges arcs de fenêtres, on voit la campagne  des bois, des champs, la rivière qui coule vers la mer, le ruban blanc de la route qui s'allonge, les montagnes dentelant leurs crêtes inégales et la grande prairie qui les sépare en se répandant au milieu. Un fragment d'escalier mène à une tour démantelée. Çà et là, les pierres sortent d'entre les herbes, et la roche se montre entre les pierres. (…) D'en bas, sur un gros morceau de muraille, monte un lierre ; mince à sa racine, il va s'élargissant en pyramide renversée et, au fur et à mesure qu'il s'élève, assombrit sa couleur verte, qui est claire à la base et noire au sommet. À travers une ouverture dont les bords se cachaient sous le soleil, le bleu du ciel passait. C'était dans ces parages que vivait le fameux dragon tué jadis par le chevalier Derrien qui s'en revenait de Terre sainte. Il se mit à l'attaquer dès qu'il eut, il est vrai, retiré de l'eau l'infortuné Élorn. »

Le château est depuis longtemps visité par les touristes comme l'illustre ce texte de 1889 :

« La Roche-Maurice était autrefois une place très forte, et le séjour ordinaire des vicomtes de Léon. Le château, aujourd'hui en ruines, était sur le sommet d'une roche extrêmement élevée, et d'un abord très difficile. Cet endroit est un des plus jolis paysages qui soient en Bretagne. »

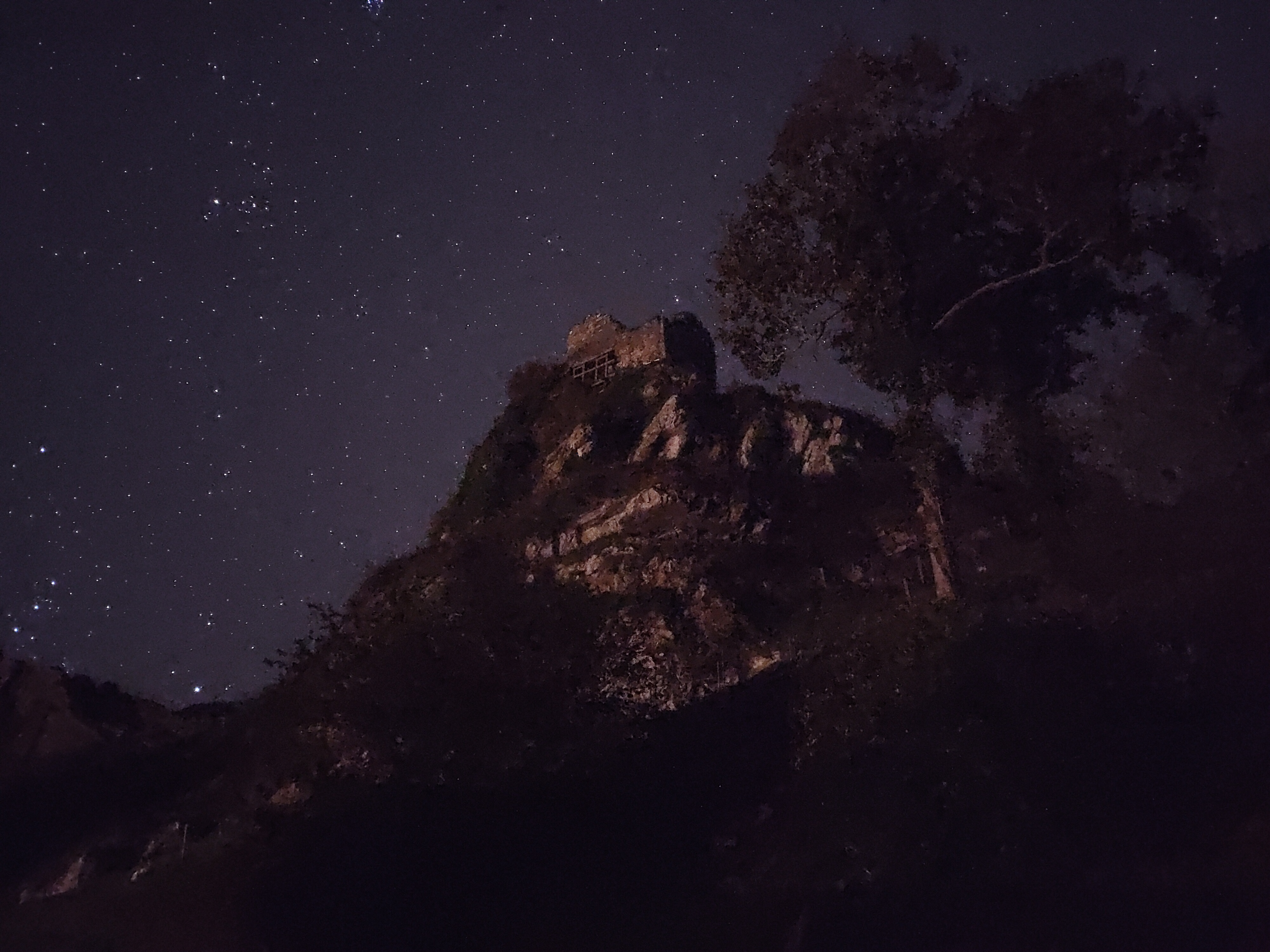
Château de la roche Maurice vu de nuit (2024)

Ouvert désormais à la visite, le château offre désormais un parcours sécurisé parsemé de panneaux d'interprétation (phases de construction, reconstitution de scènes de la vie quotidienne), réalisés par le médiéviste Patrick Kernévez. L'histoire du château de La Roche-Maurice restera toutefois à jamais mal connue en raison de la destruction de la majeure partie du chartrier de la maison de Rohan, connu aussi sous le nom de « Chartrier de Blain » en 1793 lors de la Terreur, en dépit du résultat des dernières fouilles entreprises par Jocelyn Martineau.

### Historique du bourg de La Roche-Maurice

#### Moyen Âge
On ignore à quelle date s´est constitué le bourg castral de La Roche-Maurice, probablement avant le XVe siècle, car en 1407 des lettres patentes du duc de Bretagne Jean V autorisent la translation de la foire de La Roche-Maurice, du premier dimanche au premier mardi d'octobre. Un testament d'Hervé VIII de Léon en 1363 indique la fondation d´une chapellenie dans la chapelle. On ignore s´il s´agit de l´église actuelle. Les vicomtes de Rohan financent la construction de l'église actuelle entre 1539 et 1589 ; l'ossuaire fut construit entre 1639 et 1640.

#### DuXVIesiècleauXVIIIesiècle
Des paysans de La Roche-Maurice, pour la plupart de simples journaliers, voire des mendiants pour certains, même s'il existe quelques juloded (« paysans aisés ») enrichis par l'activité toilière (lin surtout) alors prospère en Bretagne, participent à la Révolte du papier timbré, dite aussi des Bonnets rouges, en 1675. La répression qui suivit obligea bon nombre à se cacher dans le Toul ar Bonnedou-Ruz. La Roche doit acquitter 500 livres au titre des dommages causés.
Jean-Baptiste Ogée décrit ainsi La Roche en 1778 :

« La Roche, trève de Ploudiry , au bord de la rivière de Lorgne, à 6 lieues au sud-sud-ouest de Saint-Pol-de-Léon ; à 40 lieues deux tiers de Rennes et à une lieue de Landerneau, sa subdélégation. Il s'y tient huit foires par an. (...) [L]e château est démoli, on en voit plus que des ruines. »

#### La Révolution française
Deux cahiers de doléances sont rédigés le 29 mars 1789, l'un par les paroissiens de La Roche, l'autre par ceux de Pont-Christ. Le 18 mars 1793, des paysans de La Roche participent à la bataille de Kerguidu près de Berven, qui est un soulèvement anti-révolutionnaire. L'ossuaire et la grande vitre de l'église paroissiale sont dégradés pendant la Terreur.
Lors de la création de la commune en 1791, celle-ci est forme de l'ancienne trève de la Roche-Maurice, à laquelle s'ajoute l'ancienne trève de Pont-Christ, amputée toutefois du hameau de Guerrant (Goarem Hent), rattaché à Ploudiry; la nouvelle commune prend le nom de « La Roche et Trévreur », et celui de « La Roche » en 1801 après séparation d'avec Tréveur. C'est le 15 juin 1979 qu'elle prend officiellement le nom de La Roche-Maurice.

### LeXIXesiècle
Selon un document de 1805, Trévreur (ou Trévéreur) est indiquée comme une commune du canton de Ploudiry, située à 5 km de Ploudiry, peuplée, y compris Saint-Sauveur (Finistère), de 638 habitants et dépendant du bureau de police de Landivisiau.
Le XIXe siècle est marqué par un essor industriel avec la création de la grande minoterie de La Roche-Maurice en 1825, de plusieurs moulins à papier sur l'Élorn et certains de ses affluents (le Justiçou, le Morbic), et en 1845 la création de la filature de Traon-Élorn qui employa jusqu'à 2 500 ouvriers.

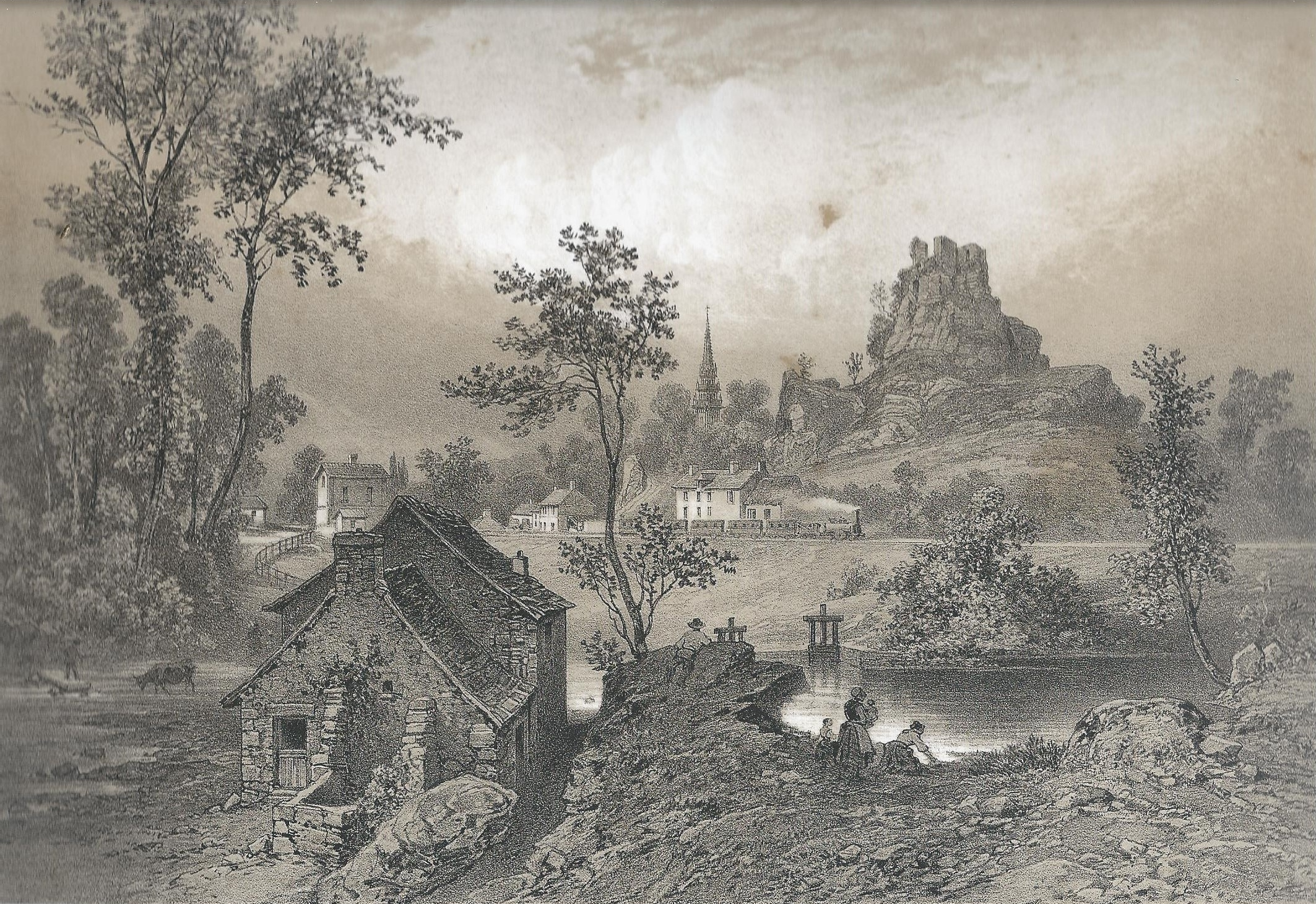
"La Roche-Maurice, près de Landerneau" (Félix Benoist, "La Bretagne contemporaine", tome "Finistère", 1867).

A. Marteville et P. Varin, continuateurs d'Ogée, décrivent ainsi La Roche-Maurice en 1843 :

« La Roche-Maurice : commune formée de l'ancienne trève de Ploudiry, aujourd'hui succursale (...). Principaux villages : Pont-Christ, Gorréguer, Potloïc, l'Île, Kermabarguillec, Pezmarc'h, Trégastel, Kernévez. Superficie totale : 901 hectares, dont (...) terres labourables 297 ha, prés et pâtures 73 ha, bois 90 ha, vergers et jardins 12 ha, landes et incultes 353 ha (...). Peu de sites en Bretagne sont aussi pittoresques que celui de La Roche-Maurice dont les ruines, assises sur des rochers abrupts et élevés, dominent de 200 pieds la route de Brest à Paris, en l'endroit où elle traverse l'Élorn, la gracieuse rivière. (...) L'agriculture est assez prospère dans cette commune ; les pommes de terre surtout y sont très cultivées, et les habitants en consomment beaucoup. Quelques-uns d'entre eux se livrent, pendant les mois de mars, avril et mai, à la pêche du saumon, ce qui leur procure d'assez beaux bénéfices. Il y a deux minoteries. Foire le premier jeudi de janvier, avril, juillet et octobre. Géologie : terrain généralement schisto-argileux, exploité en quelques endroits comme pierre à bâtir. On parle le breton. »

Pitre-Chevalier écrit en 1844 que le château en ruine constitue un des plus pittoresques points de vue du Finistère : « Du haut de ce terrible belvédère, on embrasses un charmant paysage : le ruban sinueux delà rivière et la fraîche vallée de l'Élorn, prairies, bocages, champs cultivs, vertes oseraies, saules penchés sur l'eau, cascades bouillonnantes, moulins tournant àgrand bruit, campagne plantureuse à perte de vue, et par-dessus tout l'élégant clocher du village, avec ses trois galeries à jour, ses douze clochetons sculptés, et sa flèche élancée vers le ciel ».
Pendant le Second Empire, la construction de la voie ferrée allant de Paris à Brest, inaugurée en 1865, marque le paysage communal, la voie ferrée traversant le bourg, contribuant à dégrader le site et étant facteur d'insécurité en raison du passage à niveau, mais La Roche-Maurice bénéficie désormais d'une gare ferroviaire, la Gare de La Roche-Maurice, mise en service en 1882 par la Compagnie des chemins de fer de l'Ouest.

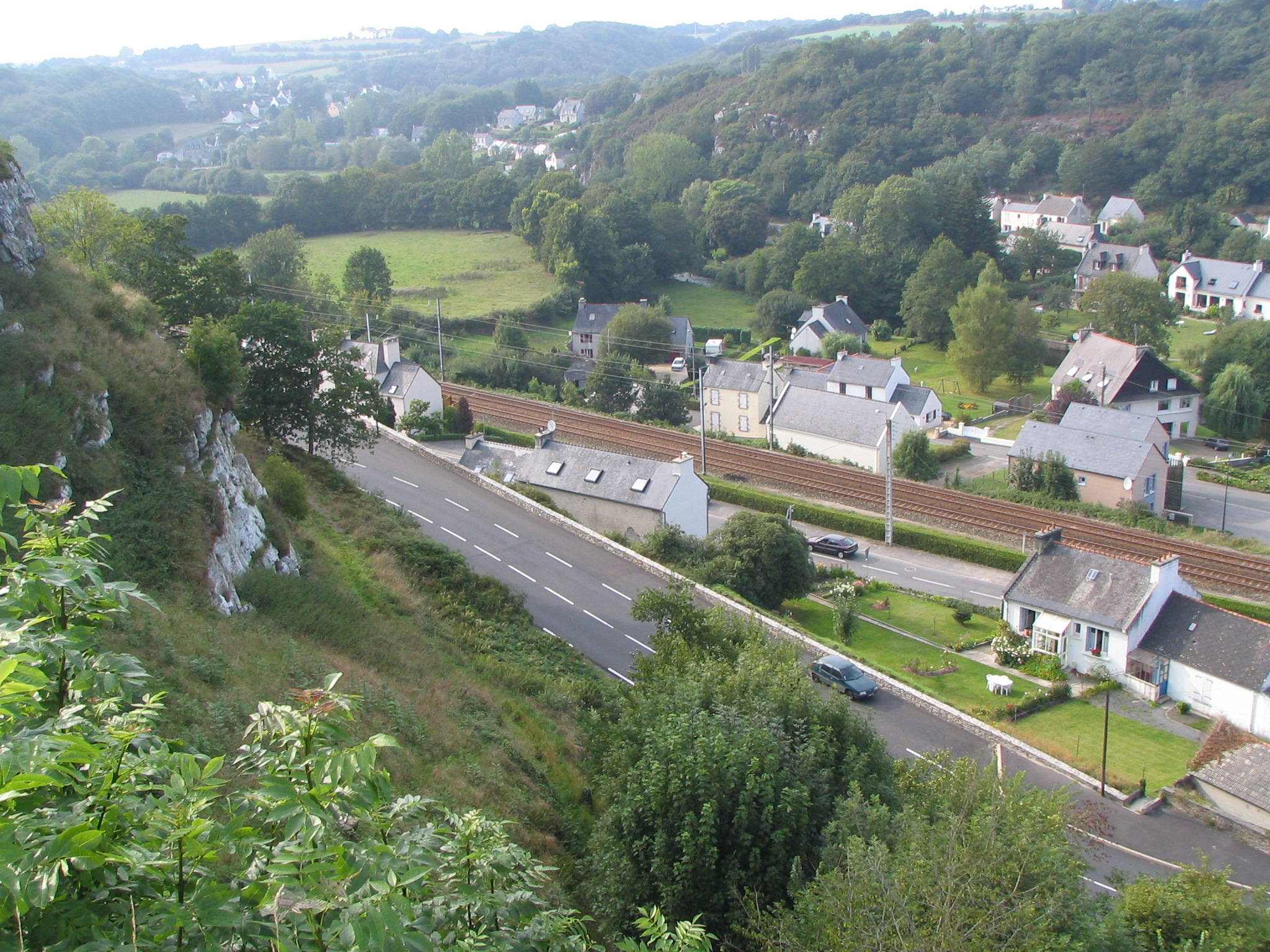
Le site de La Roche-Maurice : la vallée de l'Elorn, la route et la voie ferrée.
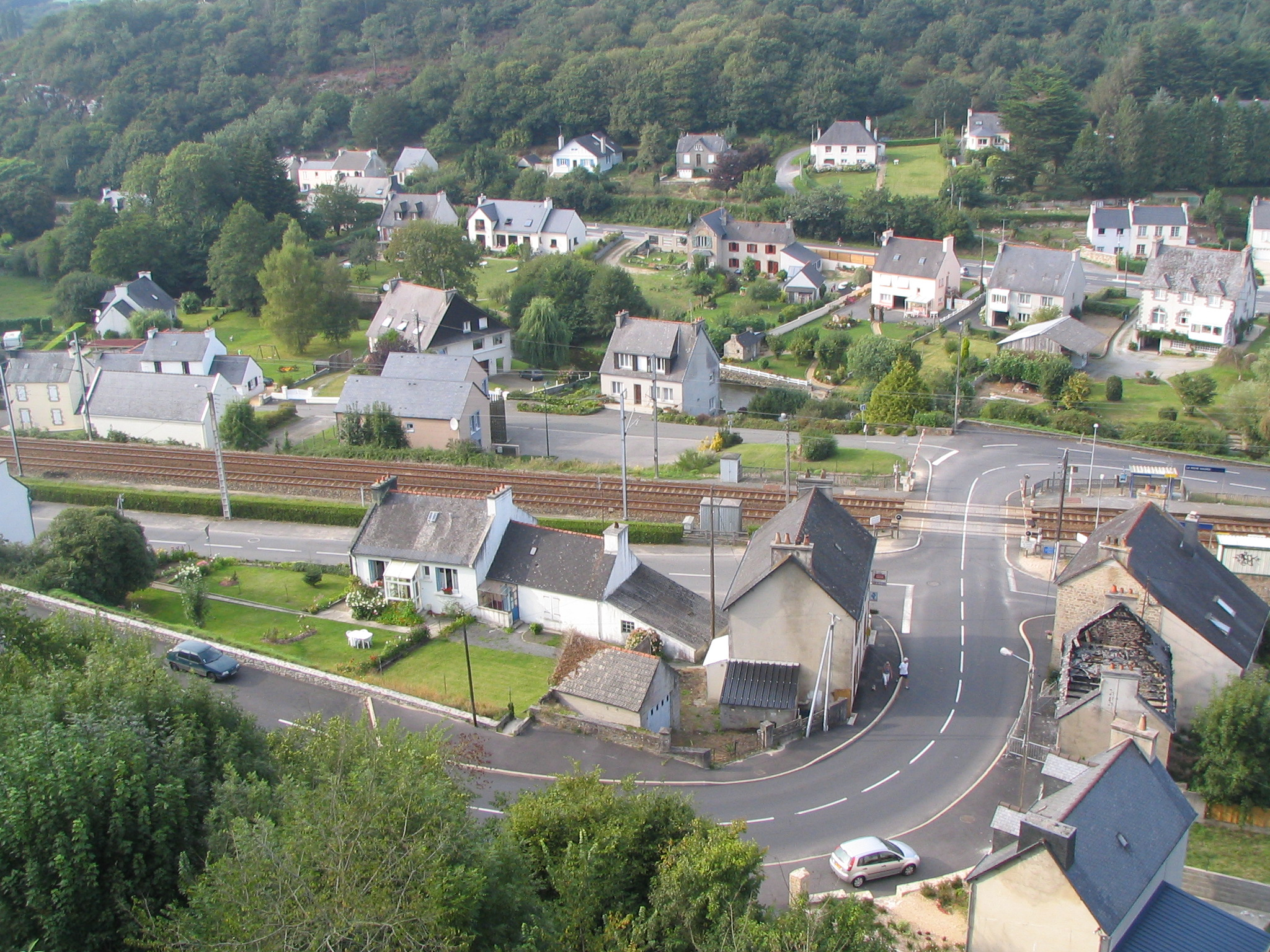
Le bourg de La Roche-Maurice, traversé par la voie ferrée Paris-Brest 1.
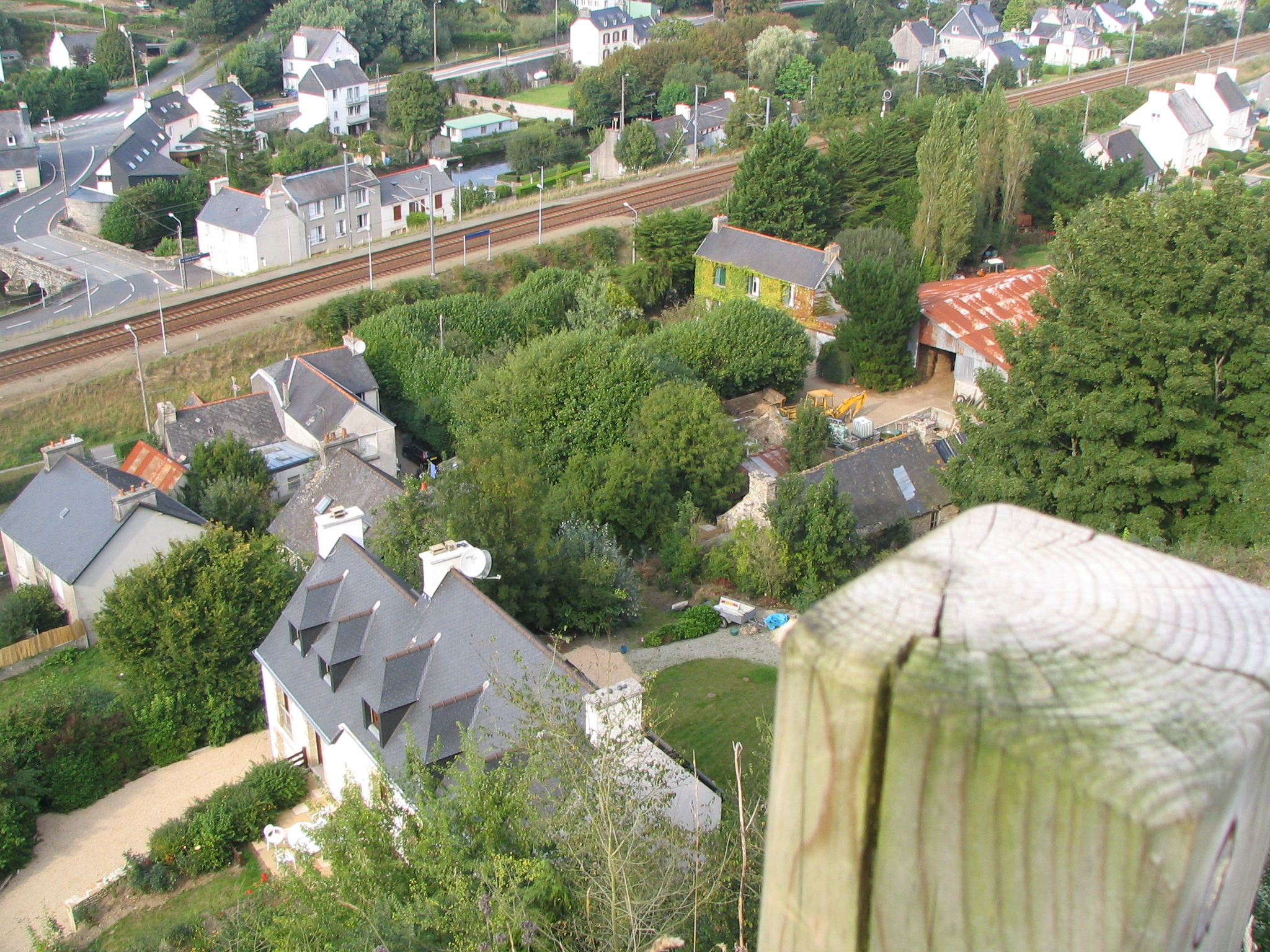
Le bourg de La Roche-Maurice, traversé par la voie ferrée Paris-Brest 2.
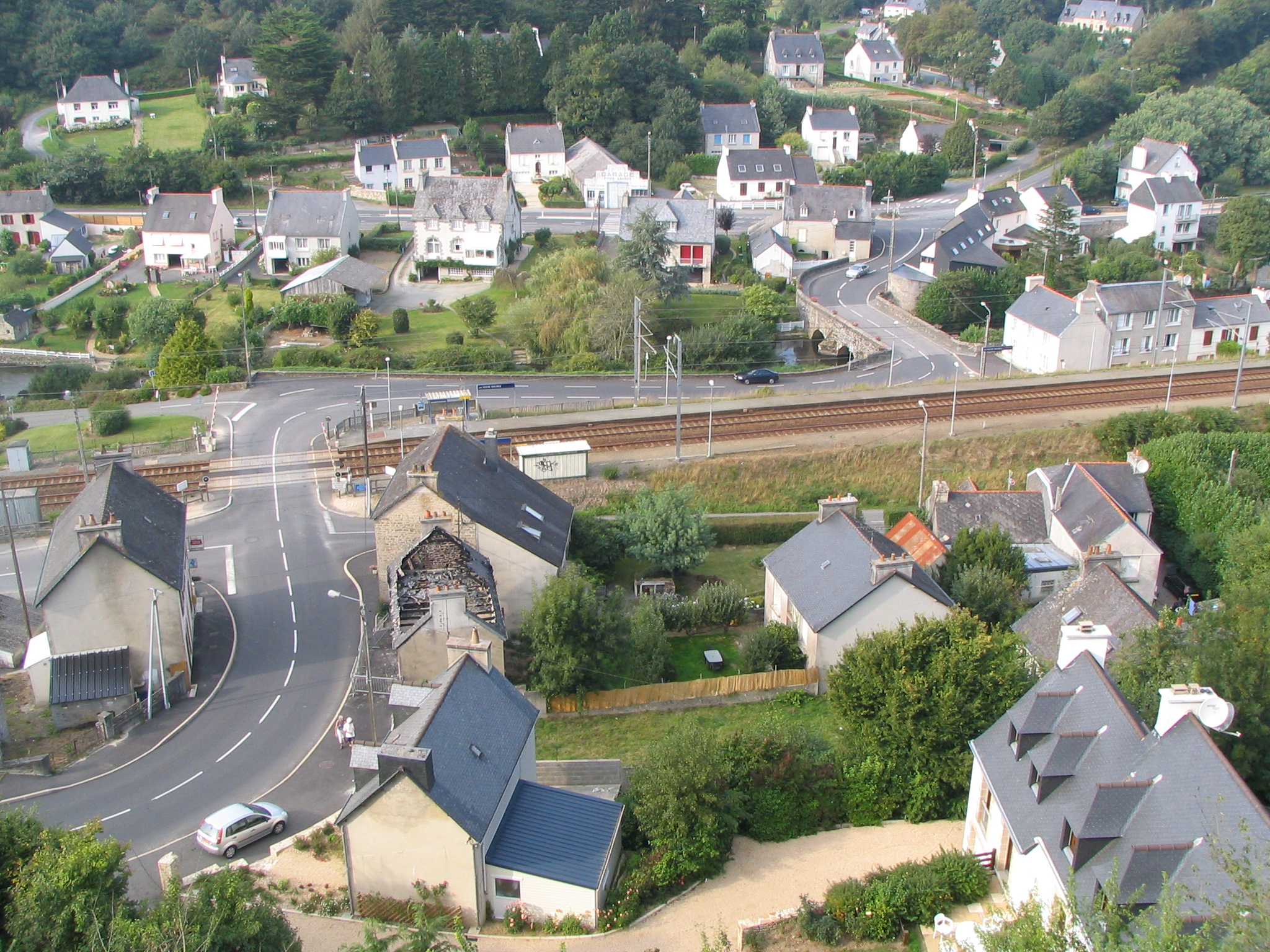
Le bourg de La Roche-Maurice, traversé par la voie ferrée Paris-Brest 3.

En 1865 justement, l'année même de la mise en service de la voie ferrée, Max Radiguet visite La Roche-Maurice, écrivant :

« Comme dans toutes les campagnes bretonnes, l'église de La Roche-Maurice est bâtie au milieu du cimetière. Elle est demi-voilée, au couchant par les ifs qui puisent leur sève dans cette terre où sont couchés déjà bien des générations et qui étendent jusqu'à son toit leurs rameaux funèbres (…). Son clocher de granit, l'un des plus élégants du Finistère est dentelé aux arêtes comme une scie ; ses trois étages ont pour gouttières aux angles inférieurs des animaux bizarres, tarasques ou guivres. »

Pol Potier de Courcy décrit les rites du jubilé des Morts le jour de la Fête des morts en 1865 :

« À La Roche-Maurice, le jour du jubilé des Morts, une immense affluence se presse dans l'église, puis se rue aux abords du reliquaire, bientôt dévasté : alors commence une scène d'une étrange et lugubre poésie. Chaque fidèle s'empare d'un fragment de squelette ; hommes et femmes, vieillards et jeunes filles, joignent sur les ossements leurs mains crispées et suivent à pas lents le recteur, qui tient lui-même dans ses mains la tête d'un mort. Ainsi la procession fait le tour du cimetière, au son du glas et des chants funèbres entrecoupés par les gémissements de la multitude. »

### LeXXesiècle

#### LaBelle Époque

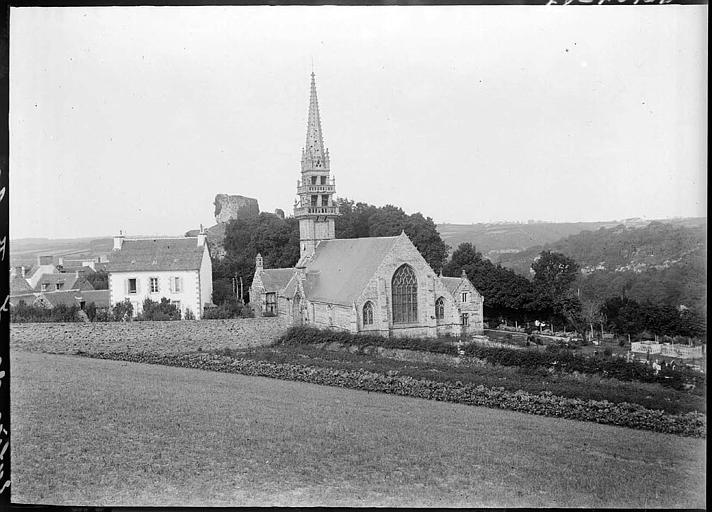
La Roche-Maurice en 1901 (photo de Lucien Roy).

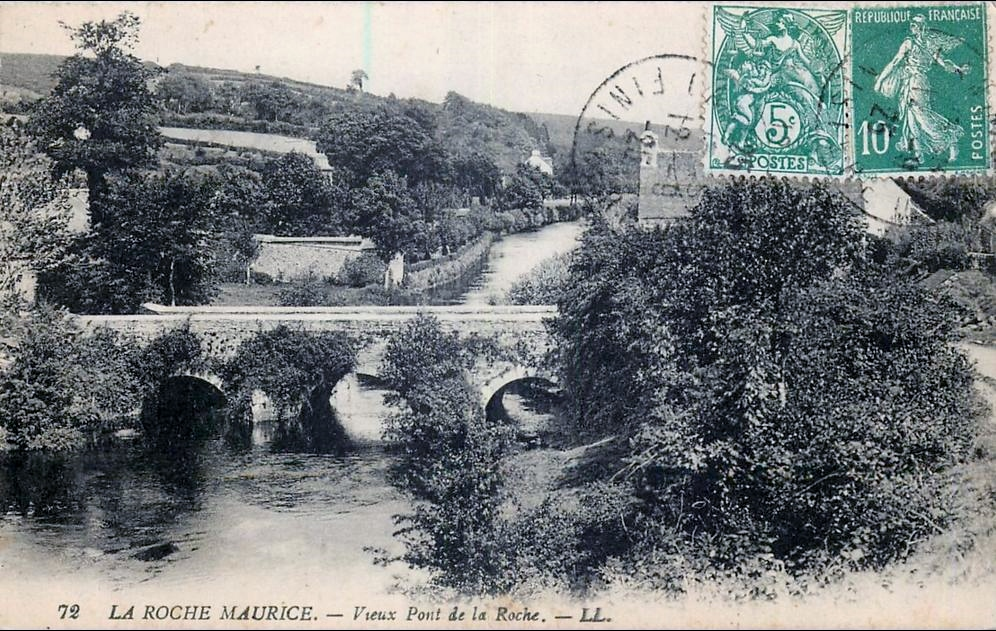
La Roche-Maurice : le vieux pont sur l'Élorn (carte postale Léon & Lévy, vers 1910).

Dans un rapport daté de décembre 1902, le préfet du Finistère indique qu'à La Roche-Maurice « la moitié des adultes » sait le français.
Le 23 février 1906, « Mr Jarno, receveur des domaines, s'est présenté à la Roche [-Maurice] pour faire l'inventaire. Après sa visite au presbytère, il s'est rendu à l'église paroissiale où il lui a été impossible de pénétrer, les paroissiens ayant eux-mêmes fermé les portes et enlevé les clefs. Force a été au délégué du gouvernement de s'en aller tout penaud ».
Le 2 août 1907, un train de voyageurs venant de Paris dérailla près de La Roche-Maurice et deux wagons sortirent des rails. Aucun accident de personnes ne fut à déplorer et les voyageurs durent gagner à pied la gare de Landerneau. Le 2 juillet 1922, deux femmes qui traversaient le passage à niveau de La Roche-Maurice sont renversées par l'express Paris-Brest, l'une d'elles eut le crâne fracassé, sa sœur eut la vie sauve.
Une foire se déroulait début novembre à La Roche-Maurice, le journal Ouest-Éclair décrit celle du 3 novembre 1921. Dans la décennie 1930, une grande foire se tenait à La Roche-Maurice chaque mois, par exemple le 5 septembre 1935. Les foires ont perduré jusque vers 1955 et la « prison » qui jouxte l'église témoigne encore de ces foires si animées qu'il fallait parfois « mettre à l'ombre » quelques fraudeurs ou quelques quidams trop enivrés.

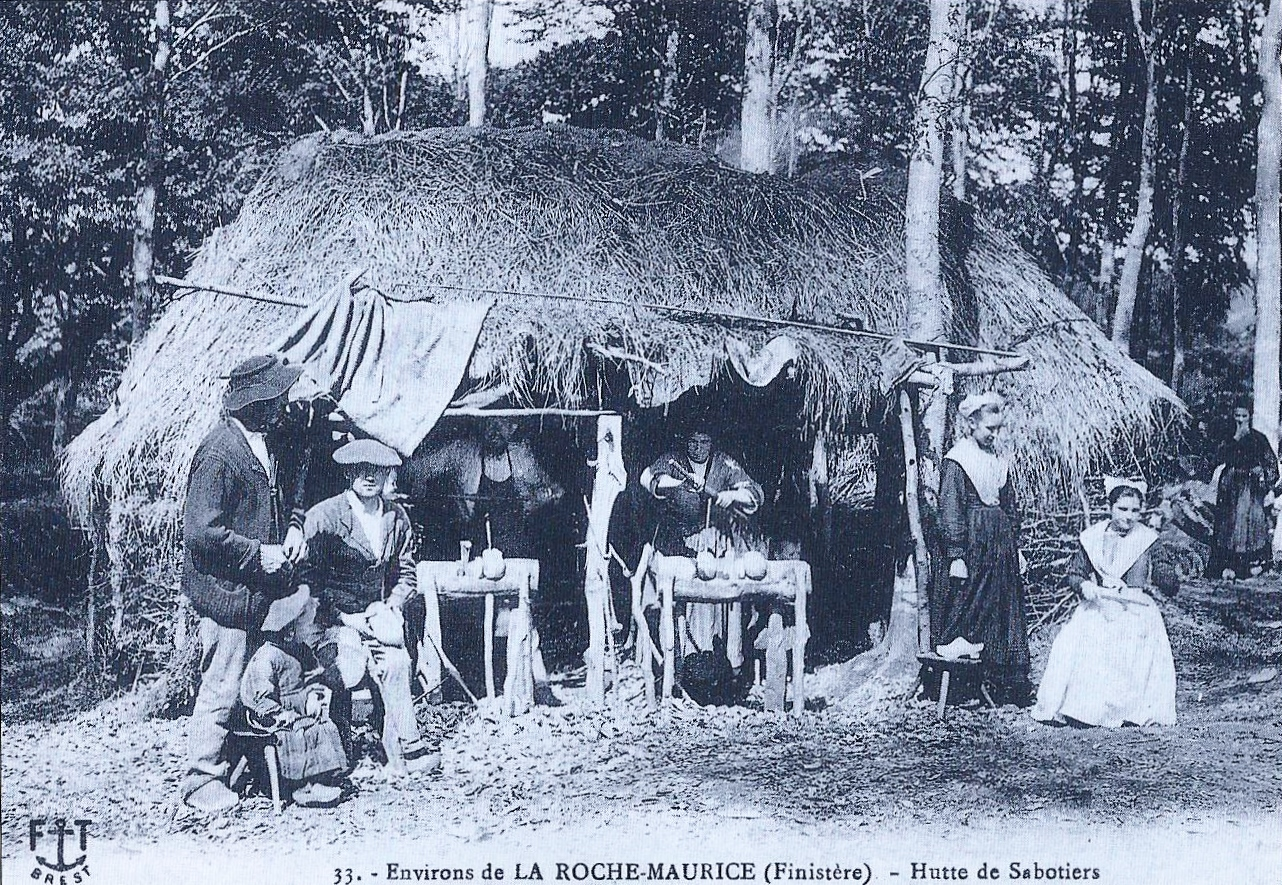
Hutte de sabotiers à La Roche-Maurice (carte postale François Tourmen, 1908).

#### La Première Guerre mondiale

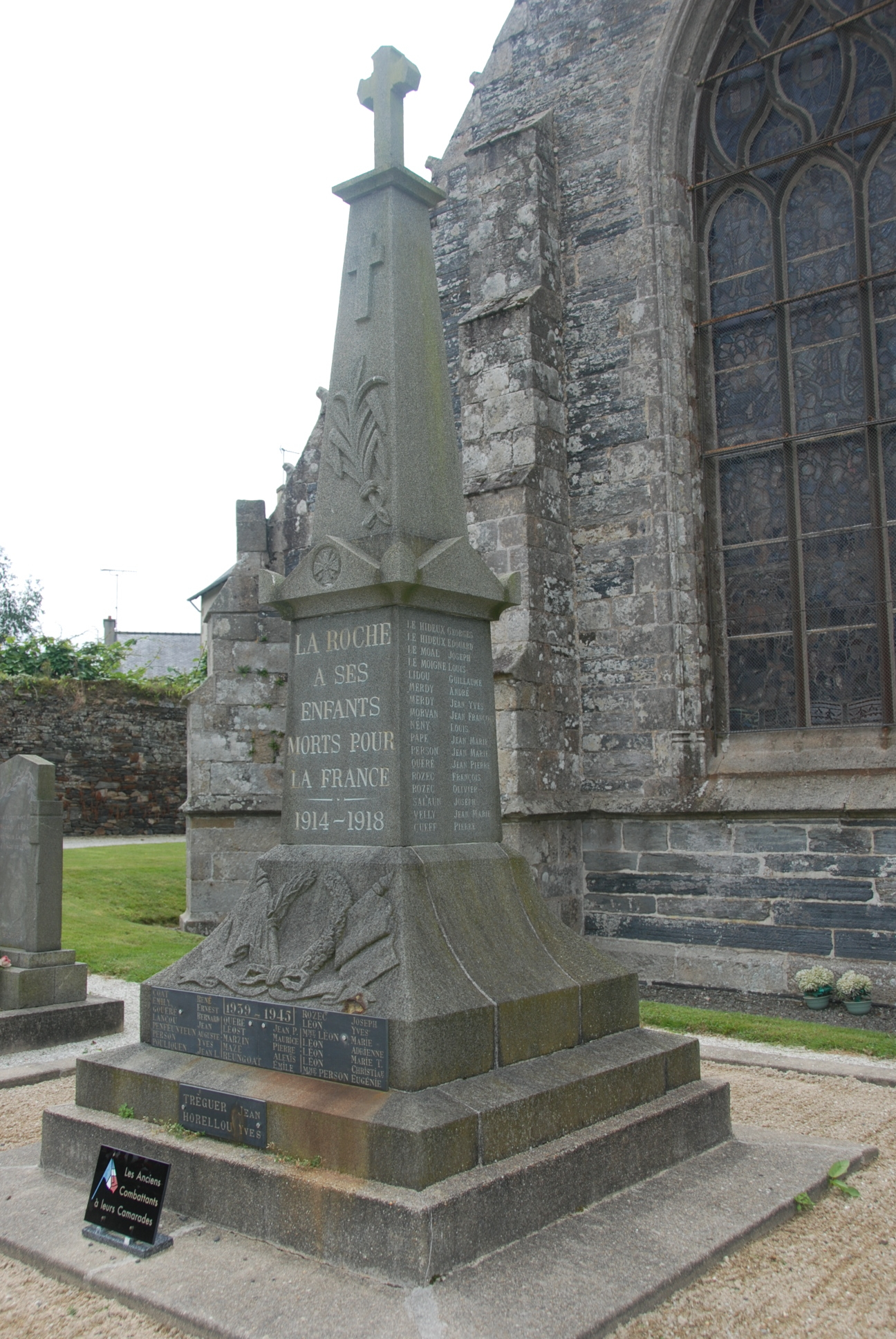
Monument aux morts de 1914-1918.

Le monument aux morts de La Roche-Maurice porte les noms de 32 soldats morts pour la France pendant la Première Guerre mondiale ; parmi eux, 3 (Jean Jézégou, Jean Pape, Jean Person) sont morts sur le front belge dès l'année 1914, Ernest Corvé est mort lors de la bataille de Sedd-Ul-Bahr en Turquie en 1915, Olivier Bazin est mort en 1917 en Serbie dans le cadre de l'expédition de Salonique ; la plupart des autres sont morts sur le sol français (parmi eux, Georges Le Hideux a été décoré de la Croix de guerre). Un soldat est mort en Allemagne après la fin de la guerre (Yves Begot, décédé le 28 décembre 1918 à Kaiserslautern).

#### L'Entre-deux-guerres
La dangerosité du passage à niveau de La Roche-Maurice a provoqué maints accidents, par exemple celui survenu le 2 juillet 1922 (deux femmes furent renversées par un train express et l'une mourut écrasée).

#### La Seconde Guerre mondiale
Le monument aux morts de La Roche-Maurice porte les noms de 18 personnes mortes pour la France pendant la Seconde Guerre mondiale. Parmi les victimes :
- Jean Quéré, marin quartier-maître canonnier, mort lors du naufrage du cuirassé Bretagne le 3 juillet 1940 à Mers el-Kébir (Algérie).
- Maurice Léost, né en 1923 à La Roche-Maurice, ajusteur à la SNCF, membre des Francs-Tireurs et partisans (FTP), fut fusillé par les Allemands pour faits de résistance le 30 décembre 1942 à Saint-Jacques-de-la-Lande près de Rennes). Il était âgé de 19 ans et demi[58].Il avait participé au groupe à l'origine d'un attentat, le 22 juin 1942, contre des soldats de la Wehrmacht, boulevard Solférino à Rennes[59]. Maurice était le fils de LEOST Laurent, ancien combattant de la 1ère guerre mondiale, résistant membre du réseau "Résistance Fer", qui prit part à la protection du viaduc ferroviaire de Guimiliau et sera décoré de la croix de guerre.
- Ernest Émily est décédé en captivité le 5 août 1943 à Brandeinburg (Allemagne).
- Six résistants ont été fusillés, après avoir été martyrisés, par les Allemands à La Roche-Maurice dans le bois du Pontois le 31 juillet 1944 : Joseph Boulic (né à Kerlaz, 22 ans), Joseph Brouquel (né à Kerlaz, 26 ans), Henri Guéguen (né à Ploaré, 29 ans), Pierre Lucas (né à Ploaré, 19 ans), Jean-François Quéau (né à Pleyber-Christ) et Alain Strullu (né à Kerlaz, 28 ans)[60]. Une stèle commémorative se trouve dans le bois près des ruines du château de La Roche-Maurice[61].

« Les visages méconnaissables donnaient l'impression que les victimes avaient été atrocement torturées. Deux d'entre elles avaient les oreilles coupées, d'autres le nez aplati ou les yeux arrachés, la mâchoire fracassée ou la boîte crânienne enfoncée (...). »

Joseph Abiven, agriculteur du Pontois, qui a transporté les corps, indique qu'aucune mutilation n'était visible.
- "L'exhumation a eu lieu 6 à 7 jours après leur décès. Je les ai transportés en charrette à cheval, enveloppés dans des bâches de camions, au cimetière pour une sépulture provisoire, près du monument aux morts(...) Des morceaux de vêtements ayant été prélevés sur chacun, nous n'avons décelé aucune mutilation sur les corps, pas d'oeil arraché ni de trace de balles. Par contre, tous avaient les mains liées derrière le dos avec des fils de fer."[64]

- Cinq membres de la famille Léon (Yves Léon, sa femme Élisa Léon, née Le Verge en 1897, et ses filles Adrienne, 12 ans, Marie-Thérèse, 3 ans et Christiane, 8 mois) sont décédées victimes d'un obus tiré de Gorré-Ménez (en Loperhet) qui explosa sur leur ferme de Kerguinou, le 3 mars 1941, laissant sept orphelins.
- Émile Reungoat, 21 ans, tué par une sentinelle énervée à l'entrée de Landerneau.
- Eugène L'Abbé et Vincent Madec, deux cheminots, mitraillés sur leur locomotive le 22 juillet 1944.
- Pierre Marzin et Marie Person, victimes d'éclats d'obus le 14 août 1944.

Le site stratégique de La Roche-Maurice explique la présence de chasseurs alpins français en avril 1940, puis brièvement de troupes anglaises, remplacées lors de la Débâcle française de 1940 par des troupes allemandes, ainsi que des Russes blancs (en fait des Géorgiens) de l'Armée Vlassov. Les Allemands installent dans une vingtaine de baraques, le long de la vieille route vers Landerneau, 700 à 800 Hollandais et Belges recrutés par l'organisation Todt afin de construire le mur de l'Atlantique, ainsi qu'un camp de repli pour des marins allemands de bateaux basés à Brest, en particulier le croiseur Scharnhost, dans le bois du Pontois.
Le 10 octobre 2022, la gendarmerie française a voulu rafler la famille Menner, artisans juifs de Brest réfugiés au manoir du Pontois. Adophe et Rosa Menner sont morts lors du transport vers Auschwitch. Leur fille, Blyma femme Le Bris, et leur petite fille ont réussi à échapper à la rafle.
La commune est libérée le 9 août 1944 vers 13 h par une patrouille américaine venant de Plounéventer via Lanneufret. Avant de fuir, les Allemands ont fusillé trois personnes dont un enfant de 14 ans (Joseph Rosec).

#### L'après-Seconde-Guerre-mondiale
En 1946, l'« Association Don Bosco » crée un foyer pour l'enfance inadaptée à Keraoul en La Roche-Maurice. Ce sont désormais un foyer d'accueil médicalisé , un foyer de vie, un accueil de jour et une Maison d'accueil Spécialisée (MAS) pour adultes handicapés.
René Coat est mort pour la France le 23 mars 1946 pendant la guerre d'Indochine.

#### Description de La Roche-Maurice vers 1950
R. Bras, dans un article détaillé intitulé La Roche Maurice, il y a 50 ans a décrit la commune vers 1950 ; en voici un résumé :
Vers 1950, La Roche-Maurice était encore une commune essentiellement rurale comptant 68 exploitations agricoles exploitées en faire-valoir direct. Ces fermes étaient dans l'ensemble petites, la plus grande couvrant à peine 36 ha mais avec 18 ha de bois ; 50 exploitations avaient moins de 8 ha et 18 seulement plus de 10 ha. Ces exploitations étaient alors exploitées par une main-d'œuvre essentiellement familiale (2 ouvriers agricoles seulement alors recensés); 32 agriculteurs étaient alors propriétaires de leur exploitation, les autres étant fermiers, parfois de gros propriétaires terriens comme la famille Huon de Pénanster qui possédait 5 exploitations agricoles (à Pont-Christ). La polyculture était alors dominante, blé principalement, associé au seigle, au colza et à la pomme de terre, le maïs commençant alors à peine à être cultivé et le lin ne l'étant plus guère ; les terres labourables ne constituaient que 43 % de la superficie totale de la commune, mais avaient tendance à s'agrandir par défrichement d'une partie des bois et landes.
Les chevaux, principalement des bidets bretons, étaient alors encore nombreux : on en dénombrait 211 en 1953 (trois par exploitation en moyenne). Les bovins étaient nombreux, chaque exploitation en ayant en moyenne une quinzaine, en raison de l'essor des cultures fourragères (trèfle, luzerne, betteraves fourragères) ; en 1953, 139 porcs et 12 moutons étaient recensés dans la commune. Trois moulins à blé (minoteries) occupant 21 personnes étaient alors en activité : le moulin Branellec à Kérigeant, le moulin Leverge à Ty-Ruz, le moulin Kerbrat sur Le Morbic ; quatre autres étant déjà désaffectés : Kermadec, Ligoulven, Le Crann sur le Frout et un sur le ruisseau du Frout près de Kerfaven.
Les commerces étaient alors nombreux : 14 débits de boisson, 3 bouchers-charcutiers, 3 marchands d'articles de bonneterie, 1 marchand de tissus, 1 marchand de chaussures, 5 marchands-forains, un commerçant en gros de produits laitiers ; une entreprise générale du bâtiment employant une dizaine d'ouvriers et quelques artisans (menuisier, maréchal-ferrant, réparateur de vélos, marbrier) étaient également présents. Les ouvriers sont alors une centaine.
Dans le même article, R. Bras signale que l'électrification de la commune, commencée en 1935, est en 1953 en voie d'achèvement, mais qu'il existe encore quelques secteurs de la commune non électrifiés.
Les pardons étaient encore à l'époque très fréquentés : celui de l'église Saint-Yves se tenait le jour de l'Ascension, et celui de Pont-Christ le deuxième dimanche de septembre.

### Pont-Christ

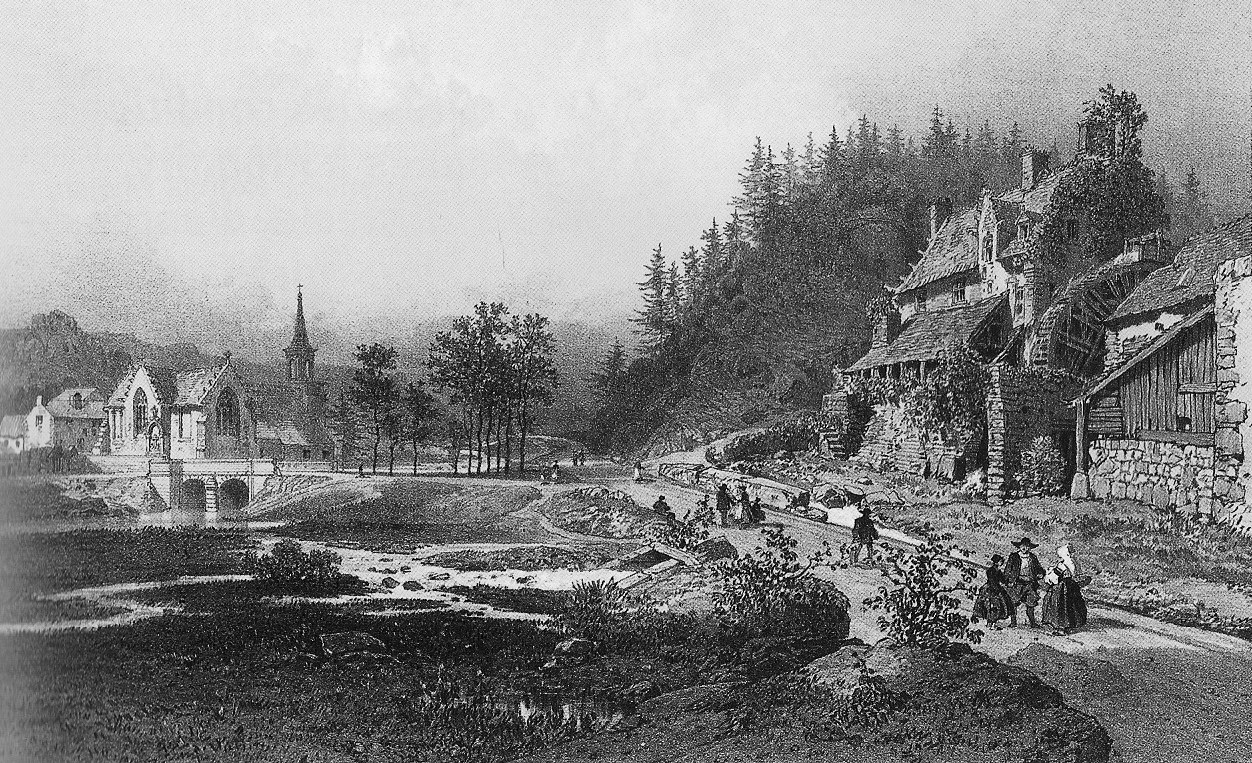
Le moulin et l'église de Pont-Christ vers 1880 (par Eugène Ciceri).

Une chronologie des principaux évènements survenus à Pont-Christ à travers les âges a été établie par André Croguennec et est consultable.
Le toponyme de Pont-Christ rappelle l'invasion des « Bretons » christianisés de Cornouailles et du Pays de Galles entre le IVe siècle et le VIIe siècle, la localité, devenue une trève de Ploudiry, se développant au niveau d'un pont gothique permettant à l'antique voie gauloise allant de Kerilien en Plounéventer à La Martyre de franchir l'Élorn.

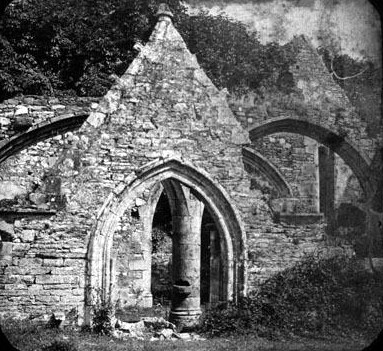
Les ruines de la chapelle de Pont-Christ dans la 2e moitié du XIXe siècle.

L'histoire de Pont-Christ est liée à celle des seigneurs de Brézal, propriétaire d'une grande partie des terres et bois avoisinants. La chapelle fut construite en 1533 par Guillaume de Brézal ; elle fut d'abord la chapelle du château, avant de devenir l'église tréviale de Pont-Christ-Brézal, qui dépendait alors de la paroisse de Ploudiry. La zone d'influence de la trève de Pont-Christ, d'après les adresses contenues dans les registres paroissiaux, a été cartographiée. Elle fut desservie jusqu'à la Révolution française, mais on y célébra la messe jusqu'en 1885.
Le curé de Ploudiry écrit en 1774 qu'à Pont-Christ « les trois-quarts [des habitants] sont à l'aumône ». L'inventaire après décès daté du 27 octobre 1764 d'un mendiant de Pont-Christ, Corentin Chapalain, qui laisse une veuve et deux enfants, se monte à 11 livres seulement dont un coffre fermé à clef, un trépied, un petit bassin, une marmite, un tamis de crin, un tabouret, un drap, une berne et une couette de balle ainsi qu'une mauvaise baratte qui laisse supposer la possession d'une vache.
Le cahier de doléances rédigé le 29 mars 1789 par les paroissiens de la trève de Pont-Christ dénonce l'insuffisance des terres labourables, l'accaparement des « communaux » par les riches fermiers et la misère des journaliers contraints de faire paître leurs animaux le long des routes. J. L'Aras, du bourg, et Alain Richou, du Bali Cloitre, sont les deux délégués envoyés par la trève de Pont-Christ à l'assemblée de Lesneven chargée d'élire les représentants du Tiers-état de la sénéchaussée de Lesneven. En 1790, Pont Christ compte 206 habitants.
Parmi les prêtres ayant desservi Pont-Christ pendant la Révolution française, on relève un prêtre assermenté, Ursin Le Gall, et un prêtre réfractaire, Bernard Marie Caroff, né à Gorrequer et décédé dans les prisons de l'Île de Ré.
La chapelle de Pont-Christ, dédiée à Notre-Dame-du-Bon-Secours, brûla à la fin du XIXe siècle dans des circonstances mal éclaircies. Une pêcherie « royale », sur l'Élorn, se trouvait à proximité (mais sur le territoire de la paroisse de Saint-Servais) dont il subsiste quelques traces dans le paysage, mais surtout des traces toponymiques.
Plusieurs photographies des ruines de la chapelle de Pont-Christ et des maisons du village avoisinant, réalisées par Noël Le Boyer vers 1900 et par Georges Louis Arlaud en 1925 sont consultables sur la « base Mistral » du Ministère de la culture. D'autres photographies de Pont-Christ et de ses habitants au XIXe siècle et début XXe siècle sont disponibles sur un site Internet.

### Le moulin et le château de Brézal
En 1380, la maison noble de Brézal appartenait à Yves de Brézal (né vers 1360, décédé vers 1418). Son fils Olivier de Brézal fut capitaine des Francs-archers de Saint-Pol-de-Léon en 1419.
Une inscription en caractères gothiques apposée sur le moulin révèle qu'en 1520 Guillaume de Brézal et Marguerite Le Séneschal, seigneurs de Brézal, font réaliser l'étang et le moulin « au dyvis de Ichiner Garric ». Louis Le Guennec évoque ainsi la construction du moulin de Brézal (situé en fait dans la paroisse, désormais commune, de Plounéventer) en 1520 :

« Jaloux d'imiter l'exemple de son suzerain, le seigneur de Brézal, dix ans plus tard, se construisait un moulin sur les plans de l'architecte Eguiner Garric, au pied de la colline qui portait son château, en face de la chapelle de Pont-Christ. Celle-ci n'est plus qu'une ruine, d'ailleurs charmante, mais son romantique voisin demeure à peu près intact, tel que Guillaume de Brézal et Marguerite Le Sénéchal, sa femme, l'avaient fait élever en 1520, derrière la chaussée qui retient l'étang célébré par le spirituel abbé de Boisbilly, aux rives duquel Yan' Dargent a cueilli ses meilleures inspirations sylvestres, et dont l'existence en amont de leur ville hantait jadis le sommeil des boutiquiers de Landerneau de rêves catastrophiques. »

 Ma vank chauser ar stank Brezal !

 Landernez, pakit ho stal

 (« Si la chaussée de Brézai se rompt,

 Landernéens, faites vos paquets ! »)
Ce texte s'explique par une rupture catastrophique de la digue de l'étang survenue au XVIe siècle et qui explique que par la suite les seigneurs de Brézal gardèrent un cheval sellé en permanence afin d'avertir au plus vite les habitants de Landerneau en cas de nouveau risque de rupture de la digue.
Le château de Brézal est situé dans la commune de Plounéventer, même si les seigneurs de Brézal ont joué un rôle important dans l'histoire de La Roche-Maurice.

## Démographie
En 1886, le bourg de La Roche-Maurice avait une population agglomérée de 508 habitants pour une population communale totale de 1 004 habitants. C'était donc un gros bourg, où se tenaient d'ailleurs à l'époque « des foires très suivies ».
| 1793 | 1800 | 1806 | 1821 | 1831 | 1836 | 1841 | 1846 | 1851 |
| ---- | ---- | ---- | ---- | ---- | ---- | ---- | ---- | ---- |
| 766  | 302  | 816  | 815  | 771  | 777  | 859  | 897  | 939  |

| 1856 | 1861 | 1866  | 1872  | 1876  | 1881  | 1886  | 1891 | 1896 |
| ---- | ---- | ----- | ----- | ----- | ----- | ----- | ---- | ---- |
| 923  | 930  | 1 006 | 1 066 | 1 053 | 1 030 | 1 004 | 955  | 821  |

| 1901 | 1906 | 1911 | 1921 | 1926 | 1931 | 1936 | 1946  | 1954  |
| ---- | ---- | ---- | ---- | ---- | ---- | ---- | ----- | ----- |
| 864  | 897  | 853  | 827  | 867  | 842  | 841  | 1 007 | 1 222 |

| 1962  | 1968  | 1975  | 1982  | 1990  | 1999  | 2006  | 2007  | 2012  |
| ----- | ----- | ----- | ----- | ----- | ----- | ----- | ----- | ----- |
| 1 195 | 1 225 | 1 254 | 1 401 | 1 603 | 1 706 | 1 851 | 1 872 | 1 919 |

| 2017  | 2022  | - | - | - | - | - | - | - |
| ----- | ----- | - | - | - | - | - | - | - |
| 1 807 | 1 865 | - | - | - | - | - | - | - |

 Commentaire : La Roche-Maurice a gagné 1 127 habitants entre 1793 et 2009 (+ 153,5 % en 216 ans). Cette importance augmentation globale masque des évolutions différentes selon les périodes : un premier maximum démographique est atteint en 1876 avec 1 053 habitants (gain de + 287 habitants en 83 ans entre 1793 et 1876), suivi d'un déclin dans le dernier quart du XIXe siècle (- 232 habitants en 20 ans entre 1876 et 1896) et d'une relative stagnation jusqu'en 1936 et à nouveau entre 1954 et 1990, la période 1936-1954 ayant été une exception avec un gain de 180 habitants en 18 ans. C'est à partir de 1975 que l'on assiste à une nette reprise démographique (+ 639 habitants en 34 ans entre 1975 et 2009, la croissance s'accélérant en raison d'une périurbanisation de plus en plus accentuée liée à la proximité de Landerneau et, à un degré moindre de Landivisiau et même de Brest métropole océane.
La Roche-Maurice gagne des habitants aussi bien par excédent naturel (+ 0,6 % l'an entre 1999 et 2008) que par immigration nette (+ 0,5 % l'an entre 1999 et 2008). Entre 2000 et 2009 inclus, la commune a comptabilisé 232 naissances et 115 décès. La population est jeune : 27,2 % de 0 à 19 ans pour seulement 11,3 % de 65 ans et plus.
Cette expansion démographique s'explique par la prolifération des lotissements où viennent habiter de nombreux migrants pendulaires : le nombre des logements est passé de 398 en 1968 à 762 en 2008, doublant presque (+ 93 %) en 40 ans ; il s'agit presque uniquement de résidences principales et de maisons individuelles (94,7 % du total du parc immobilier en 2008).

## Politique et administration

### Héraldique
| Blason de La Roche-Maurice | Blason de La Roche-Maurice : Blasonnement : Écartelé, au premier d'azur à la tour d'argent posée sur un roc du même, au deuxième et au troisième d'or au lion morné de sable, au quatrième d'azur à la truite d'argent surmontée d'un pont de deux arches du même, sur le tout de gueules aux neuf mâcles d'or ordonnées 3, 3 et 3. Officiel : blason présent sur le site internet de la commune. Devise : Par Rosa (« Semblable à la rose »). |

### Jumelages
- La Roche-Maurice est jumelée depuis 1995 avec Bishopsteignton, village anglais situé dans le sud du Devon, entre Newton Abbot et Teignmouth[111],[112],[113].

## Langue bretonne
- L'adhésion à la charte Ya d'ar brezhoneg a été votée par le Conseil municipal le 10 février 2020[réf. souhaitée].

## Enseignement
- La Roche-Maurice possède une école élémentaire publique et une école maternelle, également publique.
- À la rentrée 2016, 17 élèves étaient scolarisés dans les classes bilingues publiques (soit 9,1 % des enfants de la commune inscrits dans le primaire)[114].

## Monuments

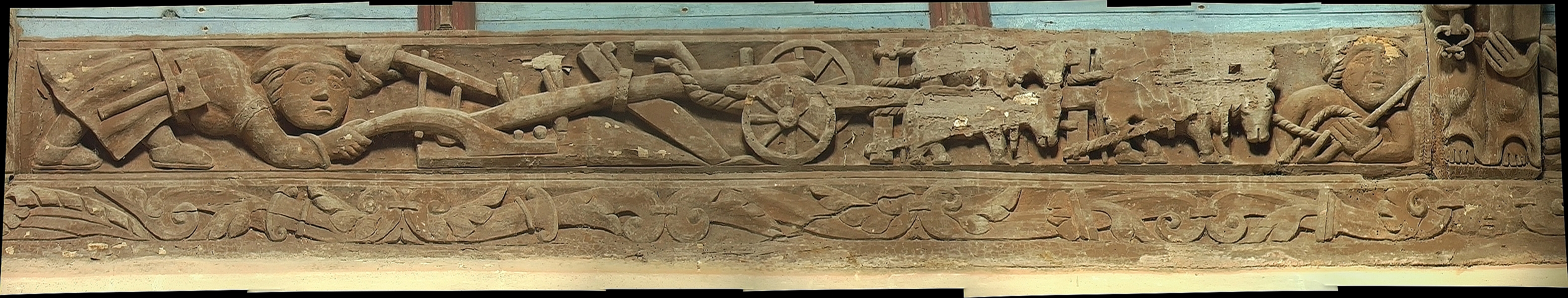
Intérieur de l'église Saint-Yves, sablière 1.

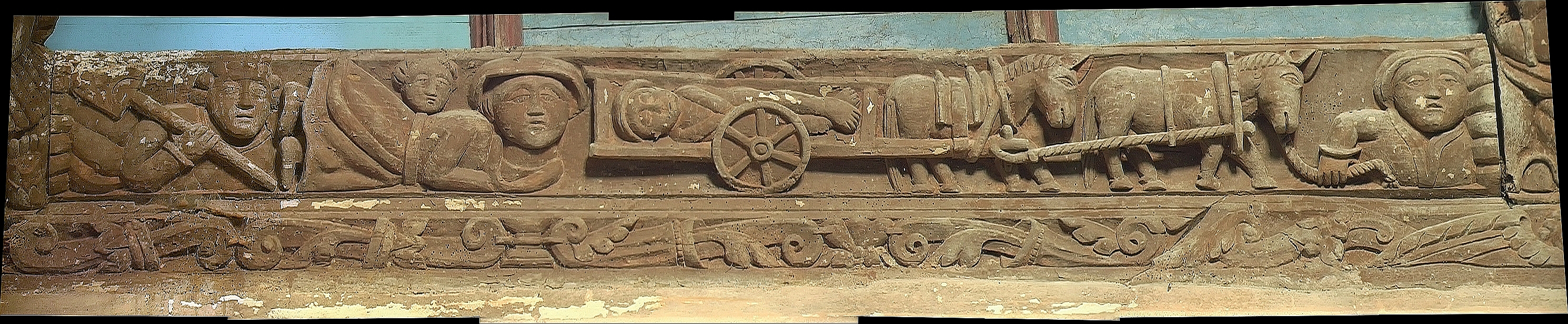
Intérieur de l'église Saint-Yves, sablière 2.

L'enclos paroissial contient plusieurs éléments :
- des échaliers scellés entre la croix du Christ et celle des larrons ;
- l'église Saint-Yves et son jubé : l'église actuelle date du XVIe siècle ; le clocher daté de 1589 et de type léonard à deux galeries en encorbellement, se dresse à une soixantaine de mètres de hauteur. La nef possède une voûte décorée avec des sablières sculptées représentant des attelages. Les panneaux datent de 1535 sauf deux qui ont été refaits au XIXe siècle : le Portement de Croix, et Jésus devant Pilate. Le jubé du XVIe siècle est un des dix derniers existant en Bretagne ; il présente une surabondance de figures grotesques et fabuleuses. La galerie porte une suite d'apôtres et de papes côté nef, et de saints et saintes autour du Sauveur côté chœur. La maîtresse vitre, datée de 1539, construite par le Quimpérois Laurent Sodec et s'inspirant de la maîtresse vitre de l'église de La Martyre, montre la Passion du Christ depuis l'Entrée à Jérusalem jusqu'à la Résurrection en passant par sa mort. On la retrouve à l´identique à l´église Saint-Mathieu de Quimper, et aussi à Tours. Le vitrail a subi des mutilations pendant la Révolution française (destruction des blasons restaurés en 1852) fut démonté en 1942 en raison des bombardements et remonté en 1950[116]. Il a été restauré par Le Bihan, restaurateur de vitraux installé à Quimper[117]. Les voûtes lambrissées comportent des sablières et poutres sculptées de scènes de la vie quotidienne (1559-1561) : par exemple l'une représente un cadavre nu, mains et jambes croisées, étendu sur un tombereau tracté par des chevaux ; sa femme et un enfant suivent le convoi, alors que le fossoyeur, pelle sur l'épaule, ferme le cortège[115]. Un blochet sculpté représente une femme à la poitrine charnue, sans doute symbolise-t-elle la tentation des charmes féminins contre lesquels les prédicateurs mettaient en garde. Au XIXe siècle, un énorme if se trouvait près de l'église[118] ;

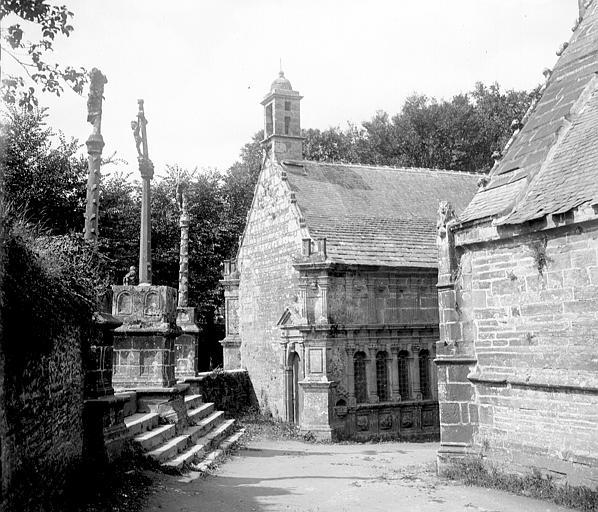
L'enclos paroissial en 1900.
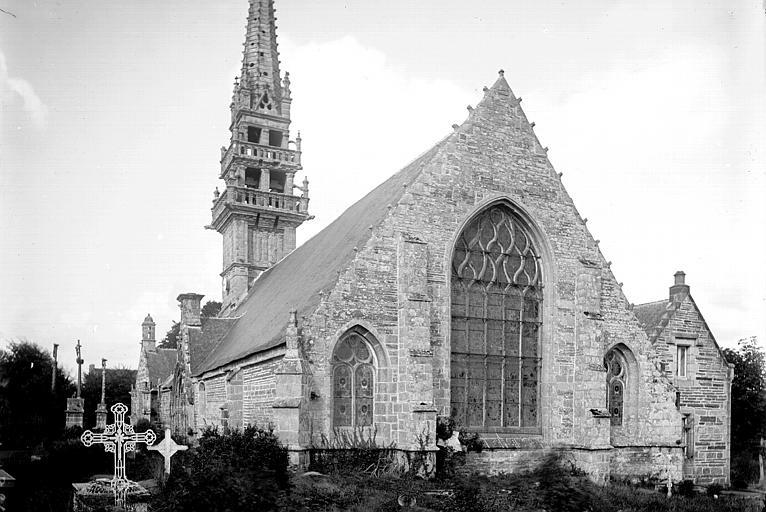
L'église Saint-Yves (photo prise avant 1897).
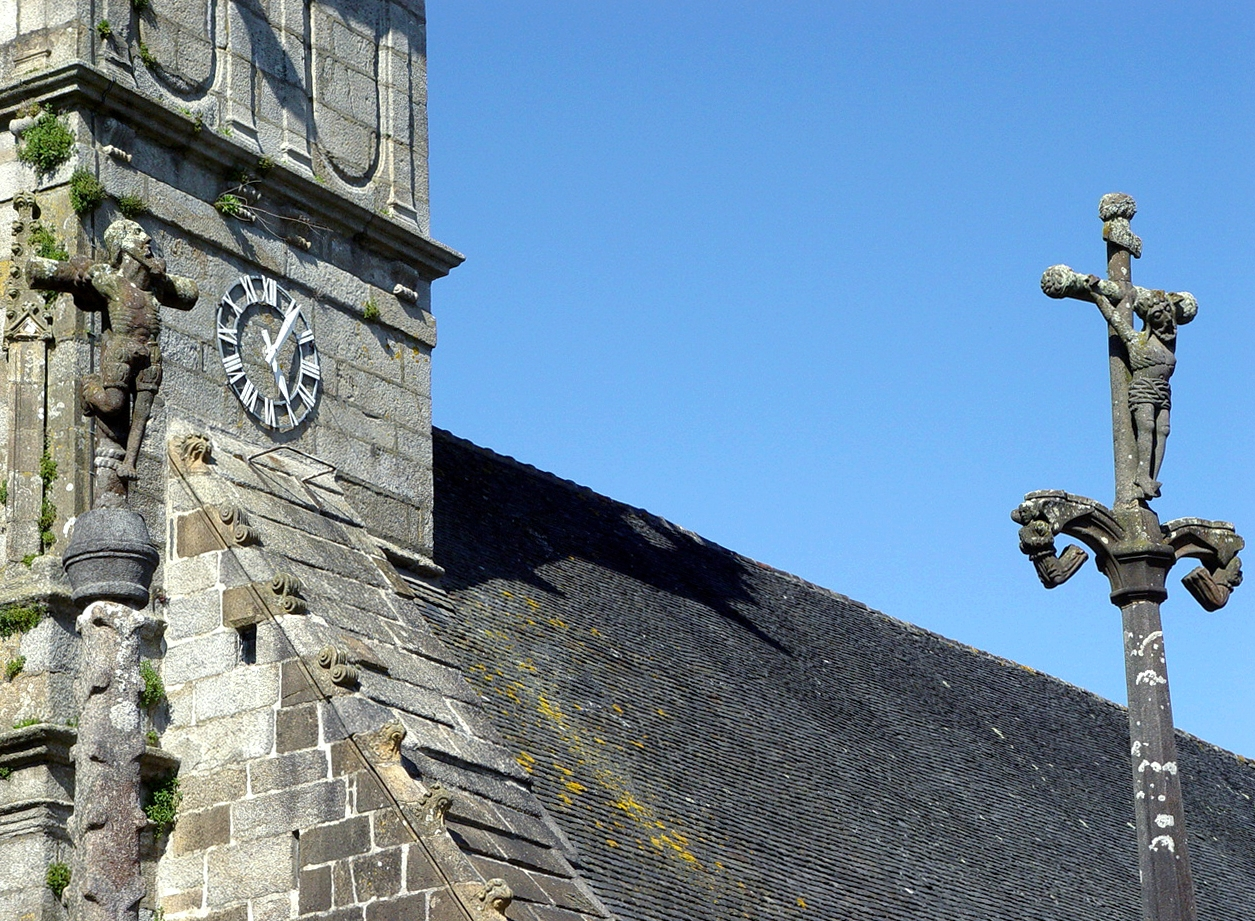
L'église et son calvaire, vues partielles.
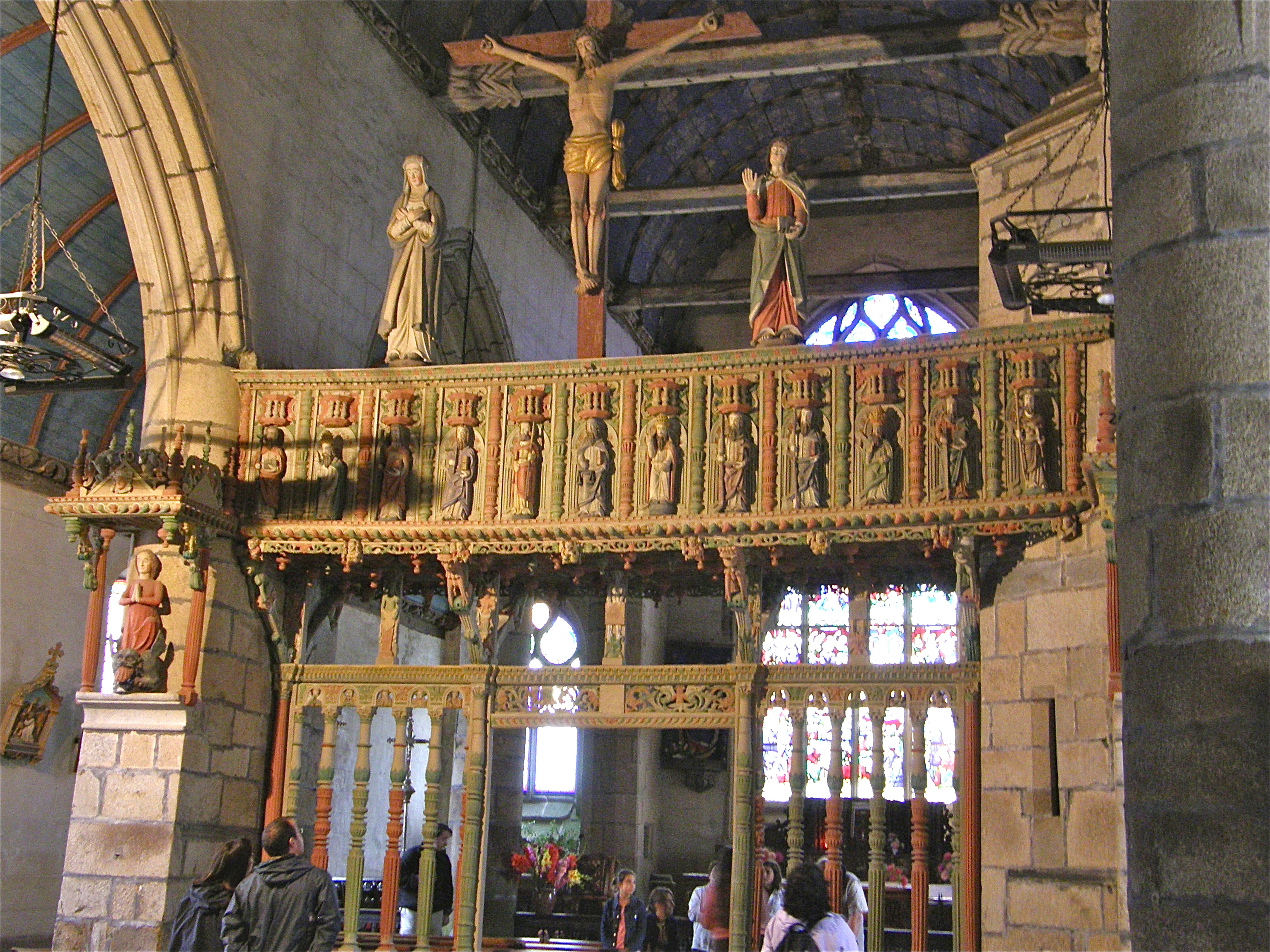
Intérieur de l'église, le jubé, vue d'ensemble.
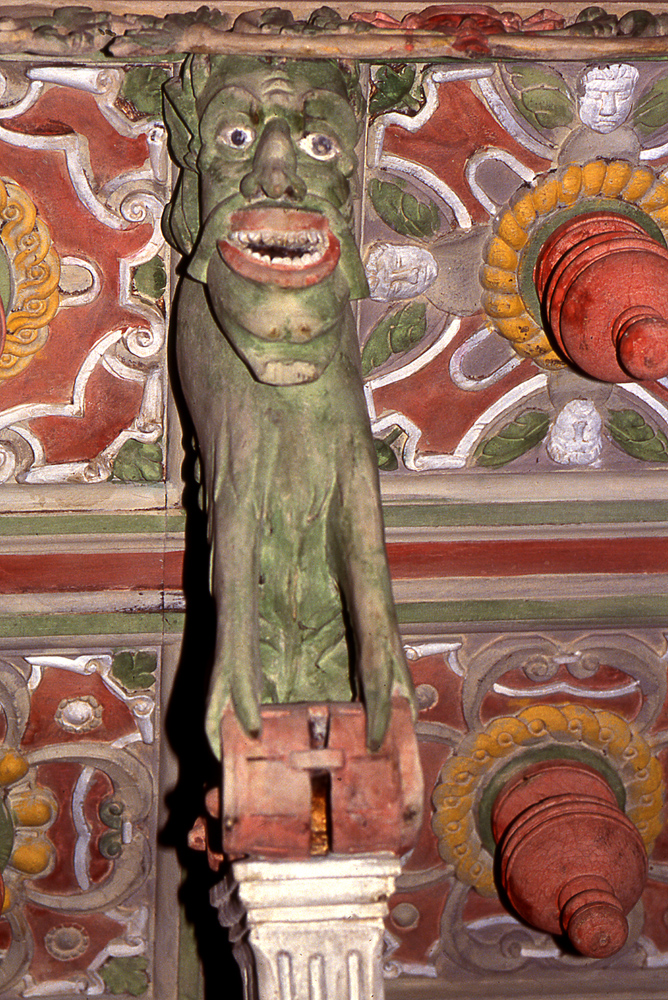
Un grotesque.
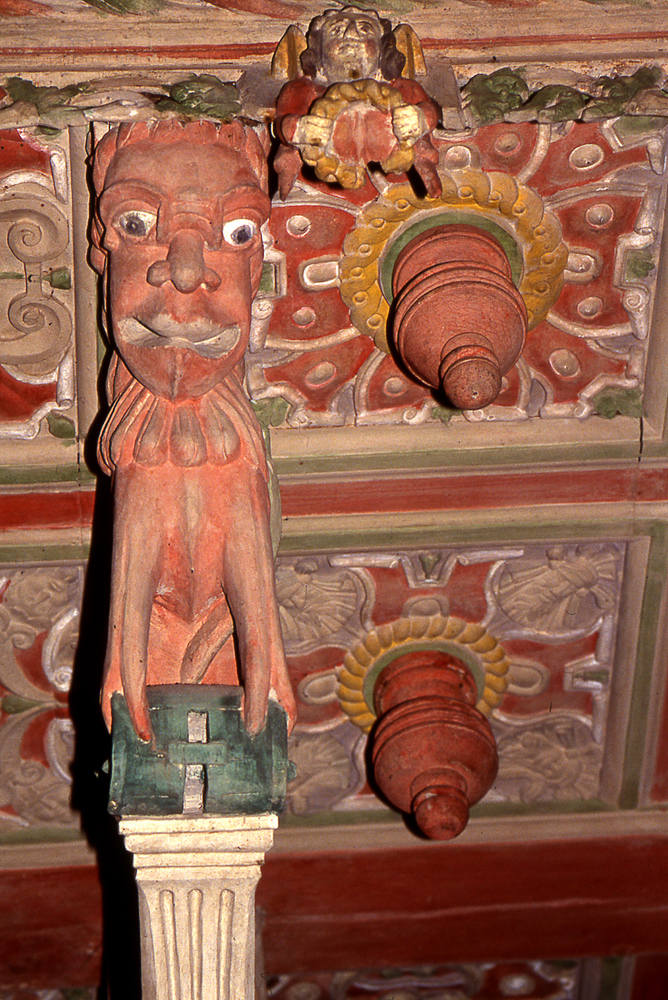
Autre grotesque.
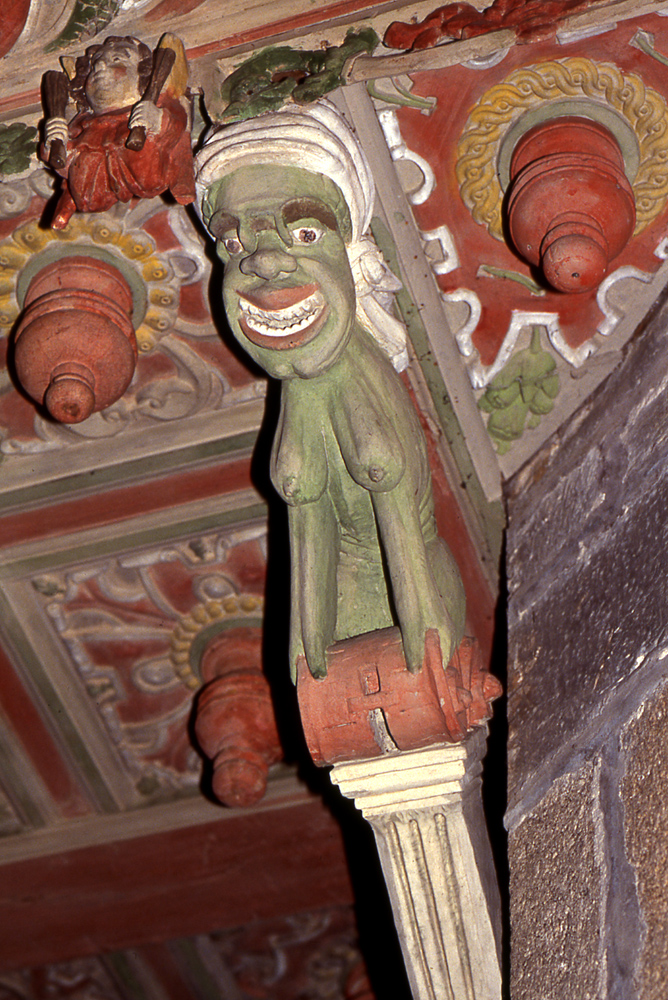
Autre grotesque.
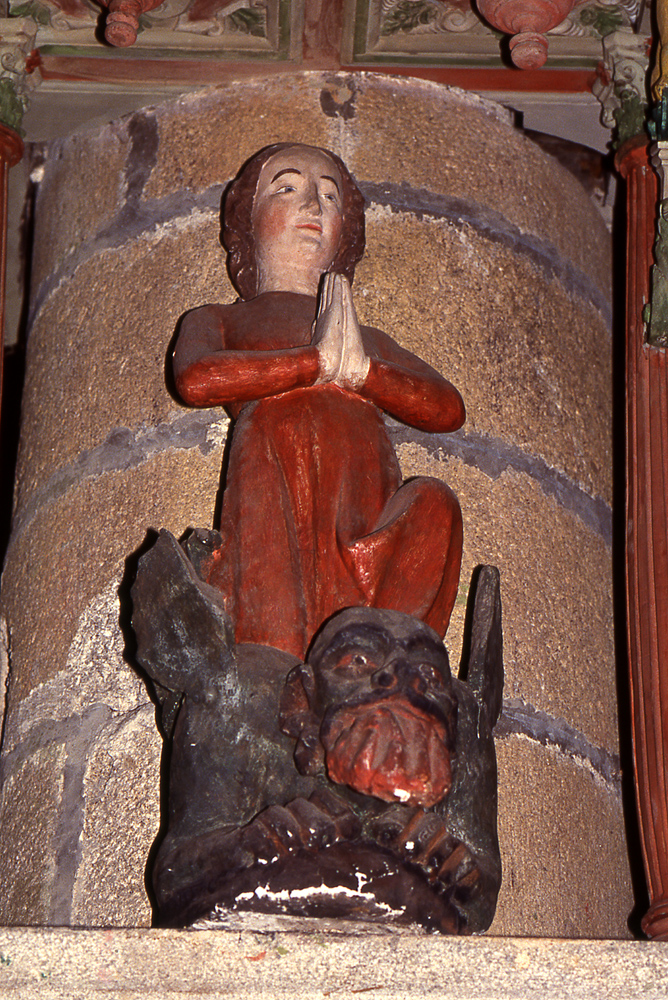
Statue de sainte Marguerite.

- l'ossuaire de 1639, de style « Renaissance léonarde », de type corinthien est structuré par deux lignes horizontales qui croisent quatorze lignes verticales. Au centre, la porte plein cintre porte la date 1640 et une inscription latine qu´on peut traduire ainsi : « Rappelle-toi mon jugement ; tel aussi sera le tien. À mon tour aujourd'hui, à mon tour demain ». Au bas du monument, à gauche, on trouve en partant de la porte les différentes catégories sociales rangées par ordre d´importance : le pape, puis le roi, puis un notable et en dernier le laboureur. À l'extrémité de la série, on trouve une inscription en français sous l´allégorie de la mort (Ankou) : « Je vous tue tous ». De l'autre côté, à droite de la porte, se trouve un groupe de Saint-Yves, patron de l´église. Saint Yves est également représenté dans l´église. En 1363, alors que saint Yves a été canonisé en 1347, l´église de la Roche-Maurice était donc déjà sous le vocable de saint Yves. C´est également le 19 mai, jour de la Saint-Yves, que se tenait la plus importante foire de la Roche-Maurice[119] ;

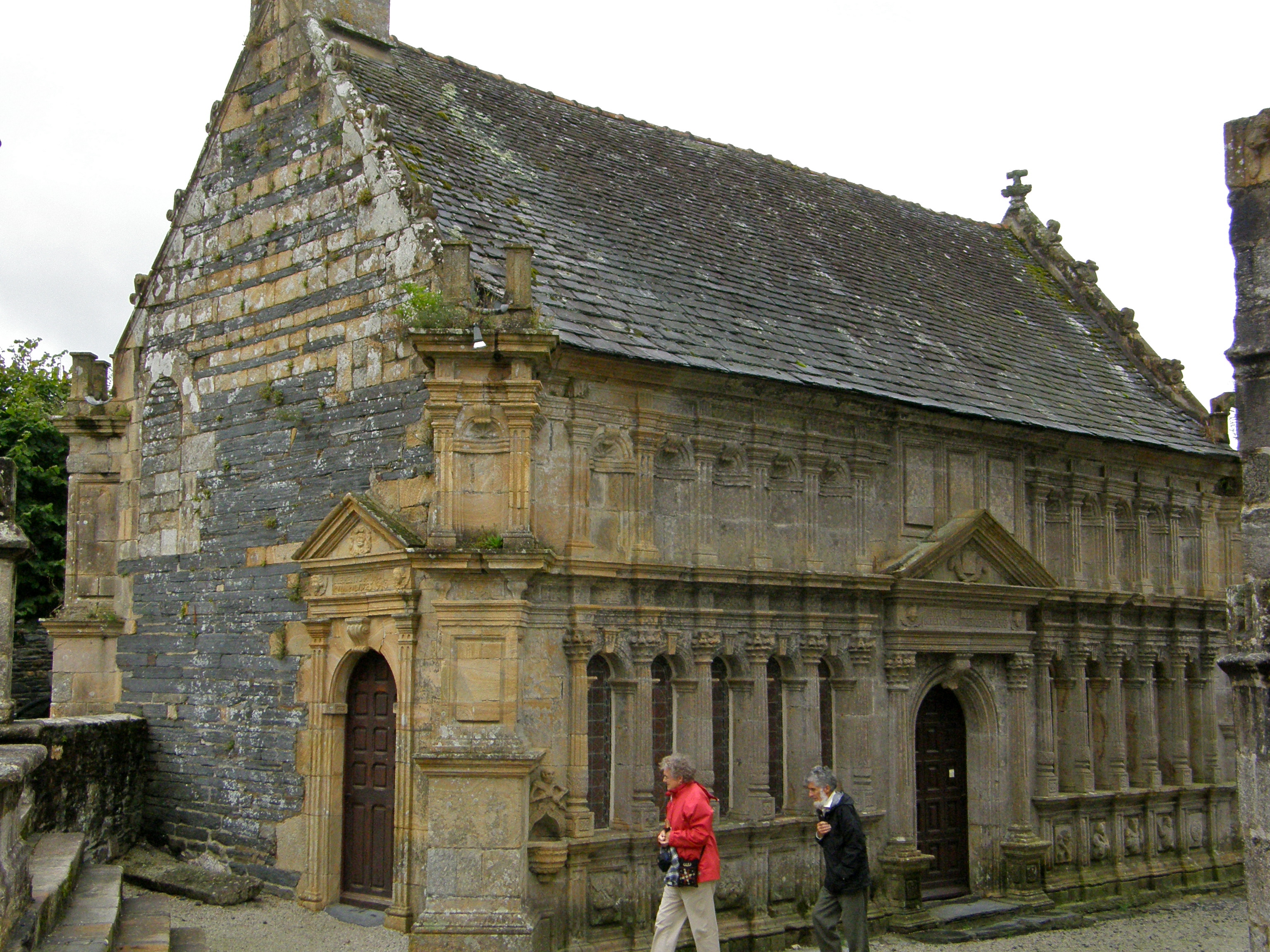
L'ossuaire, vue d'ensemble.
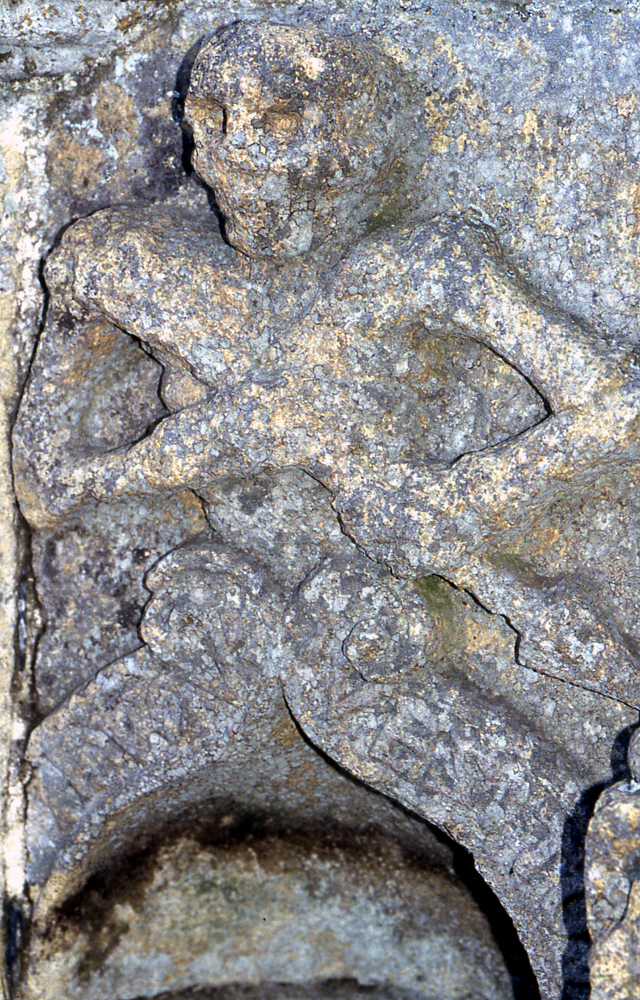
Ossuaire - l'Ankou.
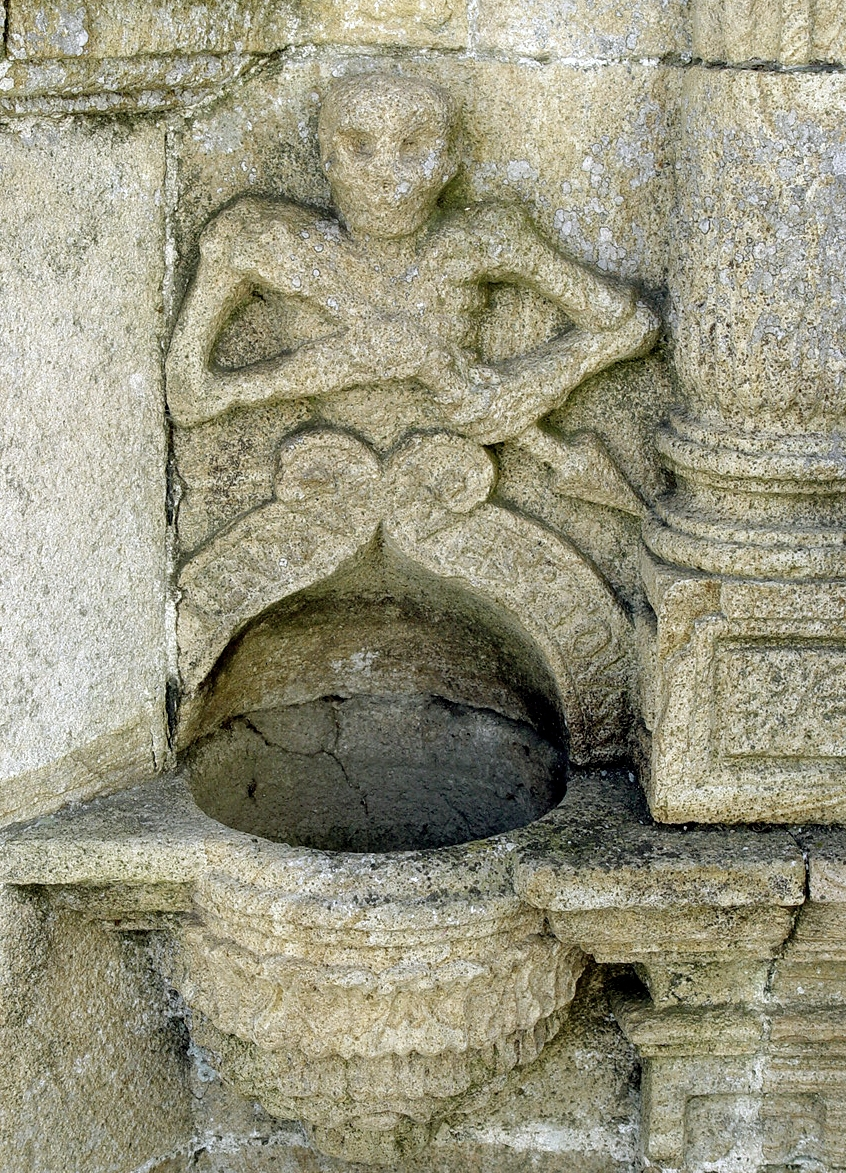
Ossuaire, l'Ankou.

- le calvaire[120], placé à l'entrée de l'enclos paroissial, est formé de trois croix, celle du Christ étant entourées par celles du Bon Larron et du Mauvais Larron.

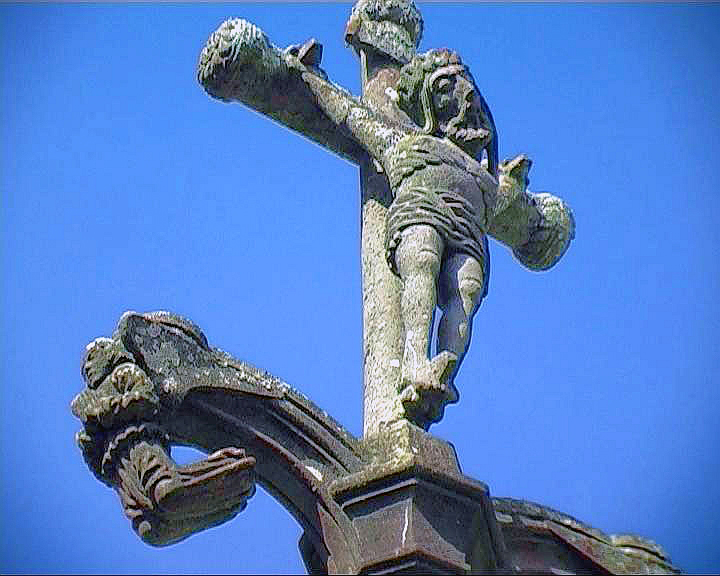
Le calvaire, croix sommitale.
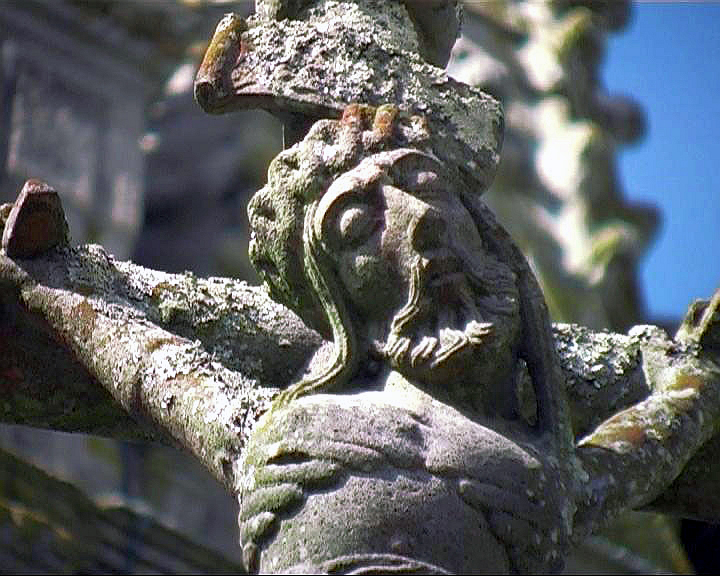
Le calvaire, croix sommitale (détail du visage du Christ).
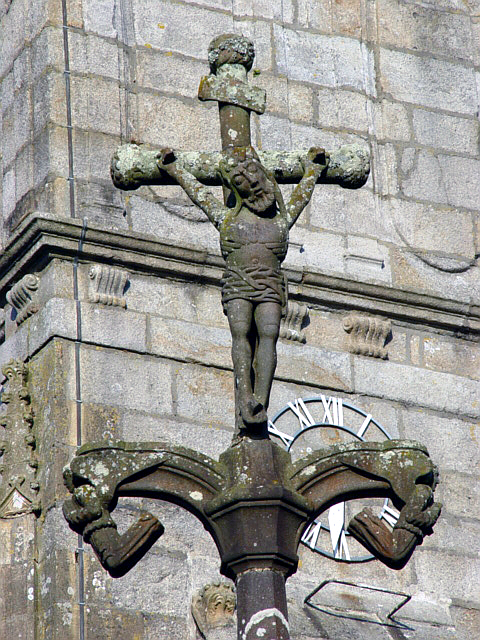
Le calvaire, croix sommitale.
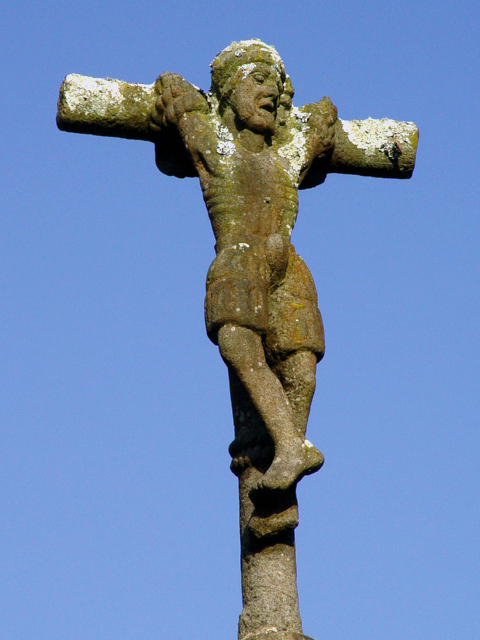
Le calvaire, le mauvais larron.
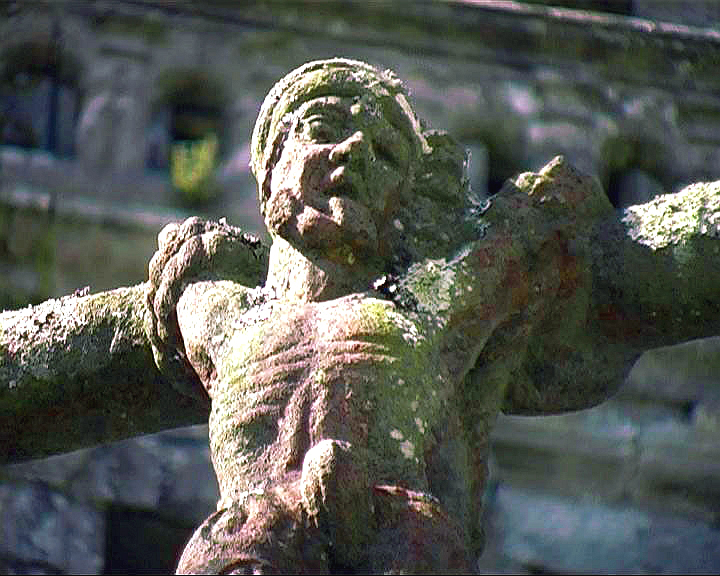
Le calvaire, le mauvais larron.
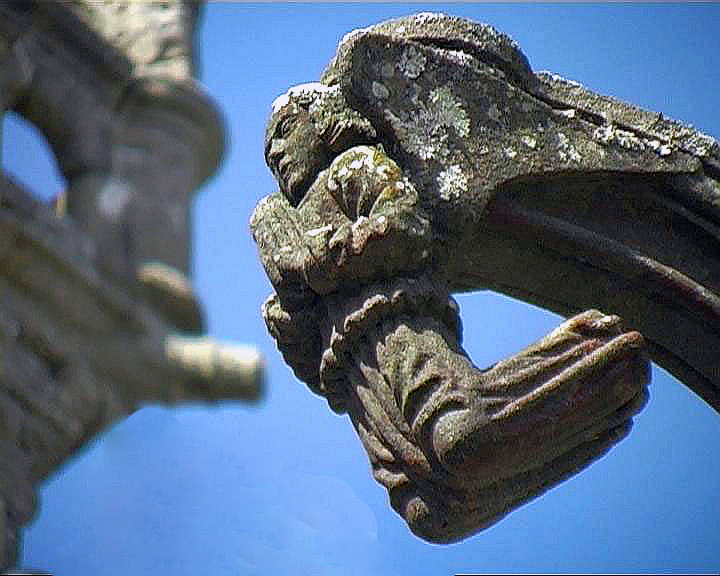
Le calvaire, détail (un ange orant).

À proximité de l'enclos paroissial, les ruines du château, Kastel Roc'h Morvan (« château de La Roche-Maurice »), ancienne propriété des Vicomtes de Léon, dominent la vallée de l'Elorn, perchées sur un piton rocheux. Le château est inscrit aux Monuments historiques en 1926.

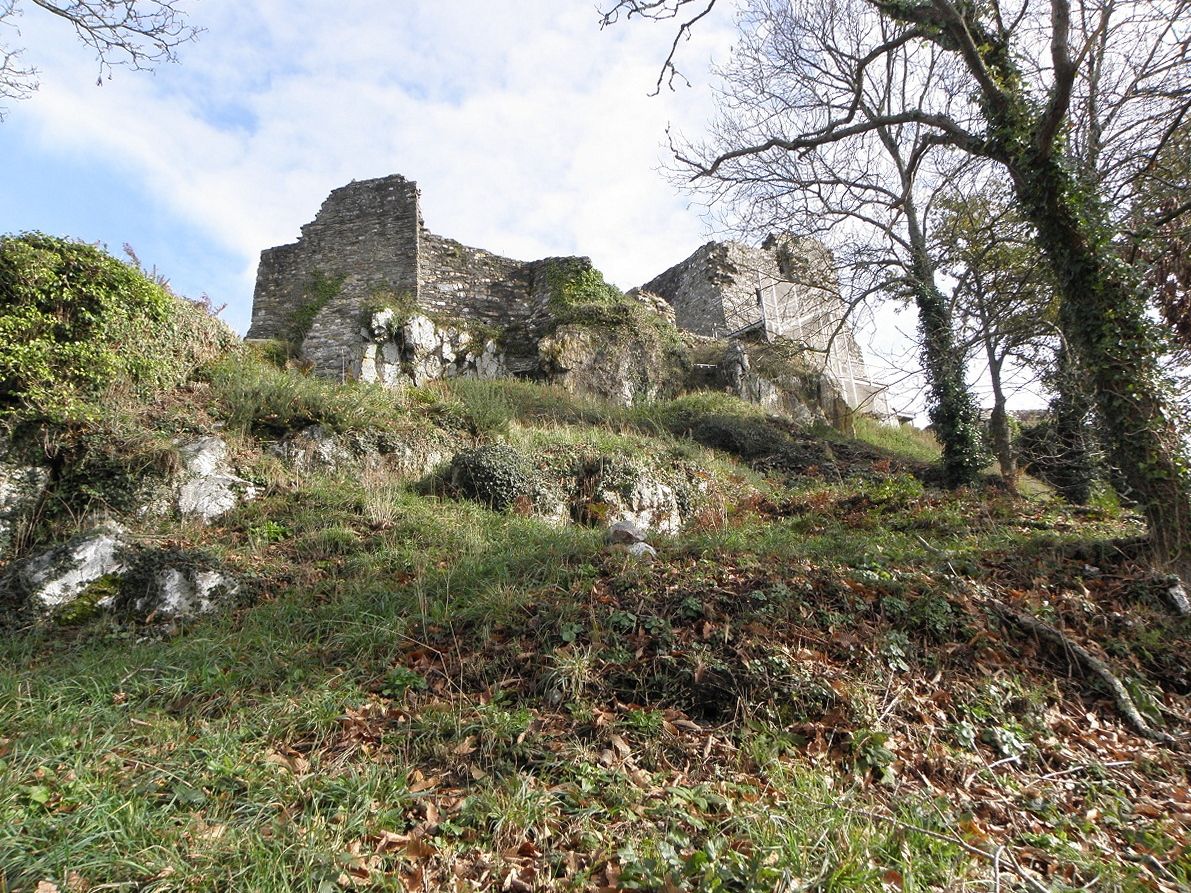
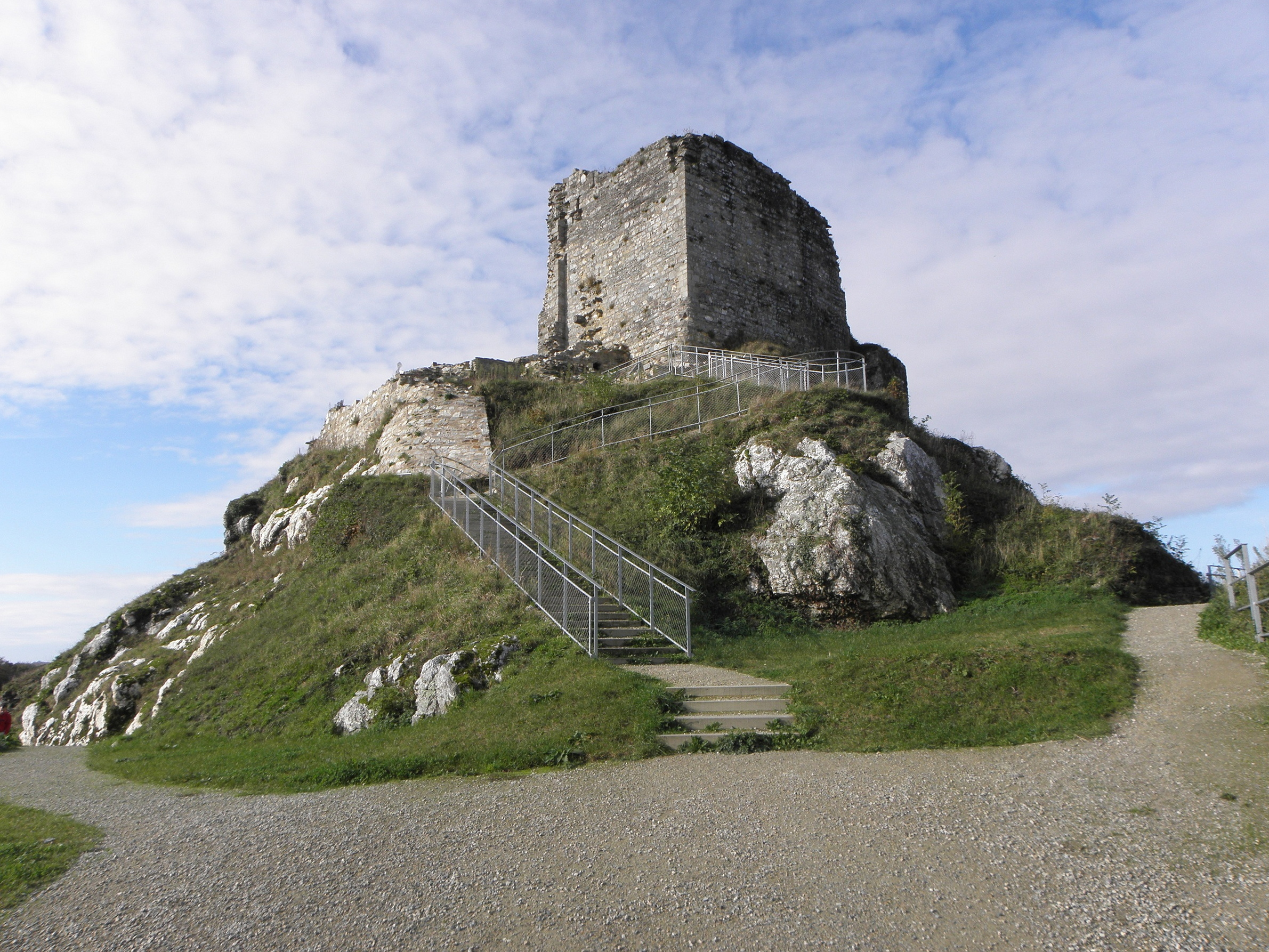

La chapelle de Pont-Christ, ancienne église tréviale (en ruines), située près de l'Élorn et à proximité du moulin de Brézal (lequel est situé dans la commune de Plounéventer), conserve un clocher à flèche octogonale et une arcature de style gothique. Le pont sur l'Élorn de Pont-Christ, situé à proximité, date, dans sa structure actuelle, du milieu du 19è siècle et il est classé monument historique depuis le 10 mai 1925.

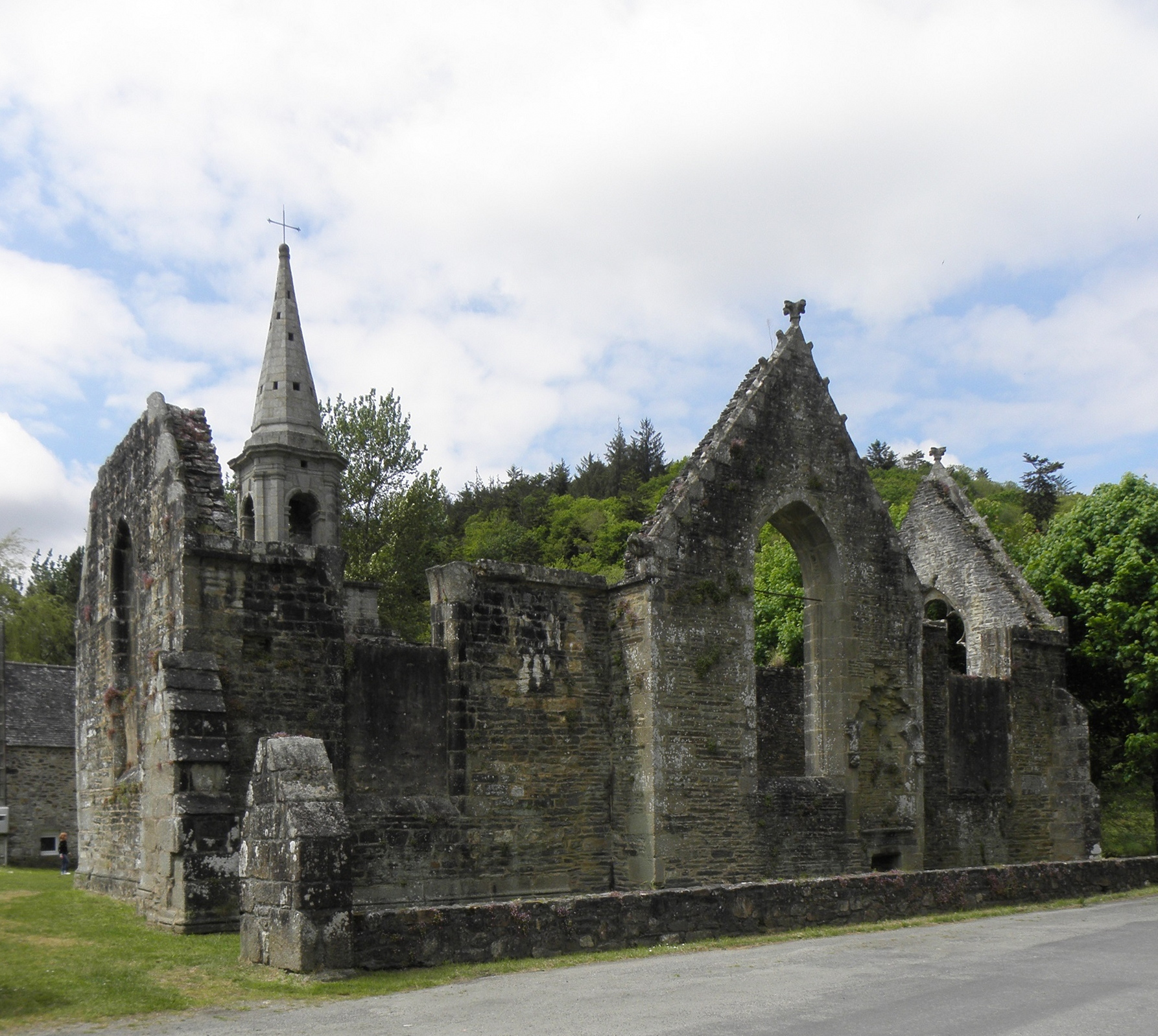
La chapelle de Pont-Christ.
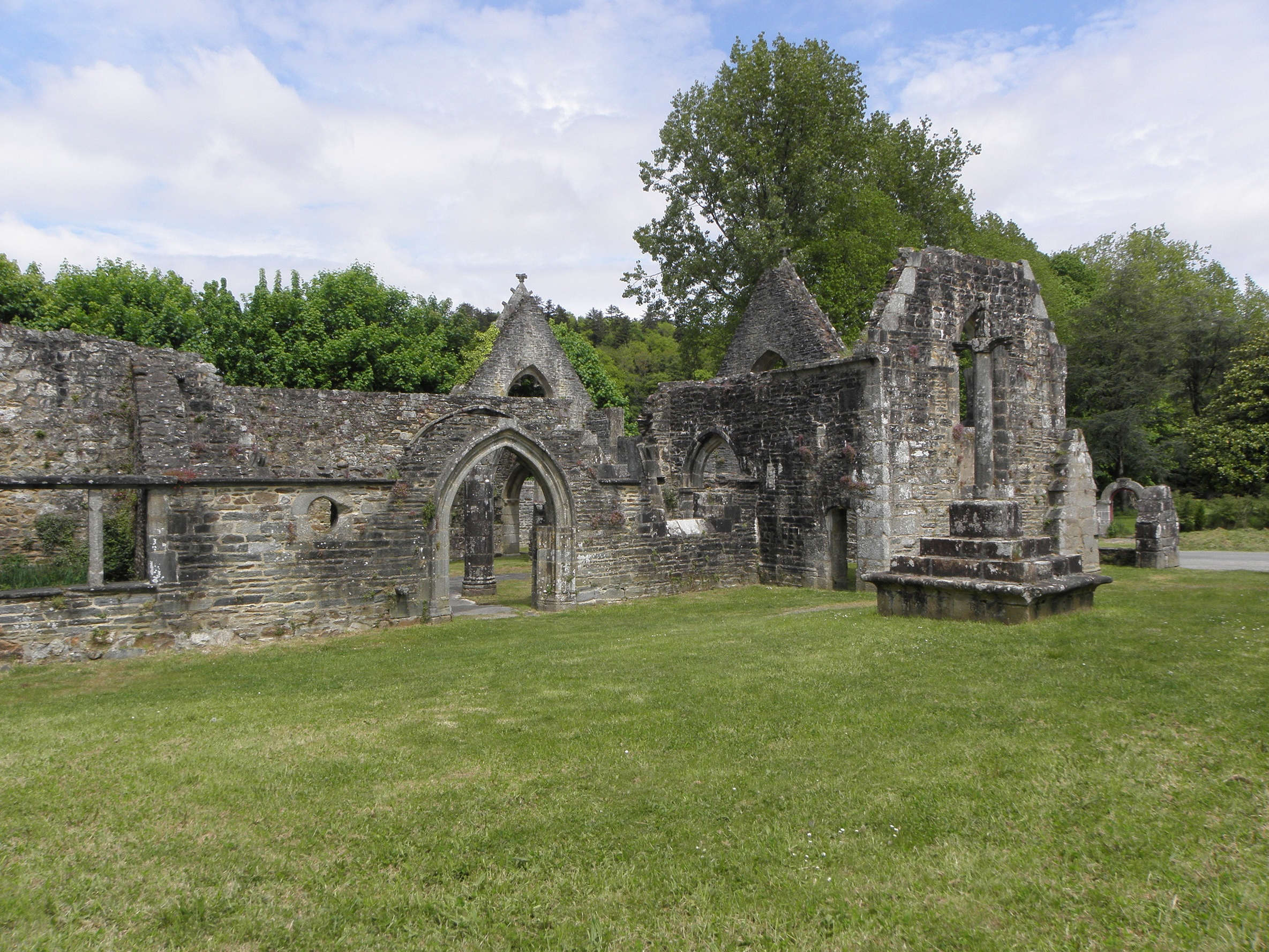

La Roche-Maurice possède, disséminés sur le territoire communal, six autres croix et calvaires, un à Kernévez (datant de 1936), deux à Pont-Christ (datant du Moyen Âge et du XVIe siècle), un dans le cimetière (1883), un au Moulin-du-Morbic (1849) et un à Penmarc'h (1625).
À noter également :
- l'ancien manoir de Kermadec, qui datait du XIIIe siècle mais fut reconstruit vers 1503 par Pierre Huon, sieur de Kermadec ;
- sept moulins (Keramer, Kermadec, Tregastel, La Roche, Moulin Neuf et deux minoteries) ;
- le pont sur l'Élorn qui date de 1675 ;
- l'ancien manoir de Keraoul date du XVe siècle, l'actuel de 1871[125] ;
- le château de Kernévez date de 1860[126]
- le manoir du Pontois date du XVIIe siècle[127]
  - la chapelle St Guillaume au Pontois et ses "folies de jardin" dont l'une décorée de coquillages[128]
- la belle maison bourgeoise du domaine de Gorrequer[129].

## Littérature
- Hippolyte Violeau a écrit un poème, intitulé La botte de paille, consacré en fait à La Roche-Maurice[130], qu'il évoque aussi dans son roman La maison du Cap[131].

## Tableaux
- Yvonne Jean-Haffen, Chapelle de la Roche-Maurice, tableau consultable base Joconde[132].
- Yvonne Jean-Haffen, Le bourg de La Roche-Maurice, tableau consultable base Joconde[133].

## Légende
- Le pont du diable de Pont-Christ : « Avant de construire le pont du Pont-Christ, en Plounéventer, il avait fallu promettre au Diable de lui livrer le premier être qui y aurait passé. Le pont achevé, on n'y avait fait passer qu'un chat : ce qui avait tellement mystifié Satan, qu'il avait juré, sur le pont même, qu'il l'aurait détruit sans cesse, et que de plus, à ses côtés, il aurait formé deux trous, dont l'un aurait été pour les marquis et l'autre pour les papes. Il détruisait la nuit ce qui avait été édifié le jour ; enfin, de guerre lasse, il a donné la paix à la digue, qui remplace aujourd'hui le vieux pont »[123].

Ce récit légendaire, attribué d'ailleurs à plusieurs ponts un peu partout en France, a été attribué à celui de Pont-Christ par Paul Sébillot, mais sans doute par erreur. Mikael Madeg, dans Légendes du pays de Landivisiau, pense qu'il concerne plutôt l'ancien pont sur le ruisseau de Brézal entre Plounéventer et Saint-Servais, désormais remplacé par la digue qui retient l'étang de Brézal.